# اف-۸۶ سیبر
نورث آمریکن اف-۸۶ سیبِر (به انگلیسی: North American F-86 Sabre) که گاهی سیبرجت نیز نامیده می‌شود، یک هواپیمای جنگنده جت فراصوت است که توسط شرکت نورث آمریکن آویشن تولید شده است. اف-۸۶ اولین جنگنده با بال‌های پس خمیده ساخت ایالات متحده است که با همتای ساخت شوروی خود، (میگ-۱۵) در درگیری‌های هوایی از نوع داگ فایت با سرعت بالا در طی جنگ کره (۱۹۵۰ الی۱۹۵۳) مقابله نمود. اف- ۸۶ با داشتن سابقه حضور در برخی از اولین نبردهای هوایی جت با جت در تاریخ، یکی از بهترین و مهم‌ترین هواپیماهای جنگنده در جنگ کره به حساب آمده و حتی در مقایسه با جنگنده‌های دوره‌های دیگر نیز از رتبه بالایی برخوردار است. اگرچه سیبر در اواخر دهه ۱۹۴۰ توسعه یافته و تا پایان ۱۹۵۰ قدیمی محسوب می‌شد، اما ثابت کرد که چندمنظوره و سازگار است و به عنوان یک جنگنده خط مقدم در نیروهای هوایی متعدد به خدمت ادامه داد.
موفقیت این جنگنده باعث شد تا بین سال‌های ۱۹۴۹ تا ۱۹۵۶ بیش از ۷٬۸۰۰ فروند از آن در ایالات متحده، ایتالیا و ژاپن تولید شوند. علاوه بر این، ۷۳۸ فروند نسخه تغییر یافته برای ناوهای هواپیمابر، توسط نیروی دریایی ایالات متحده به عنوان  اف. جی-۲/-۳ فیوری سفارش داده شد. کانادا ایر نیز، ۱٬۸۱۵ فروند کاناداایر سیبر را تولید نمود و سی. ای. سی سیبر با طراحی مجدد و تغییرات قابل توجه (که گاهی با نام Avon Saber یا CAC CA-27 شناخته می‌شود)، تعداد تولیدی برابر با ۱۱۲ فروند داشت. مجموعاً تعداد تولیدی سیبر از همه گونه‌ها، ۹٬۸۶۰ فروند بود.

## توسعه

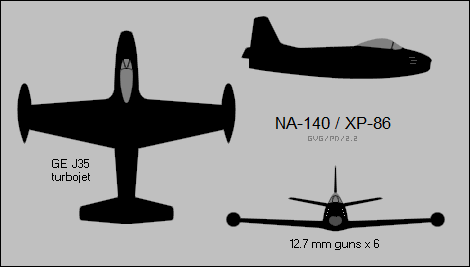
NA-140/XP-86 با بال‌های مستقیم

نورث آمریکن آویشن در جنگ جهانی دوم هواپیمای ملخی موستانگ پی-۵۱ را تولید کرده بود که شاهد نبرد با برخی از اولین جت‌های جنگنده عملیاتی بود. در اواخر سال ۱۹۴۴، نورث آمریکن، اولین جت جنگنده خود را به نیروی دریایی ایالات متحده پیشنهاد کرد که به اف. جی-۱ فیوری تبدیل شد
این یک هواپیما بک جت جنگنده با طراحی معمولی بود که بال مستقیمی داشت و از موستانگ پی-۵۱ اقتباس شده بود.
پیشنهادهای اولیه برای برآورده کردن الزامات نیروهای هوایی ارتش ایالات متحده آمریکا (USAAF) برای یک جنگنده اسکورت /جنگنده بمب افکن روزانه با برد متوسط، تک صندلی، با موتور جت در اواسط سال ۱۹۴۴ تهیه شد. در اوایل سال ۱۹۴۵، نورث آمریکن چهار طرح ارائه نمود. USAAF یک طرح را از میان طراحی‌های ارائه شده، انتخاب نموده و قراردادی را با نورث آمریکن برای ساخت سه نمونه از XP-86 ("P تعقیب و X آزمایشی") منعقد نمود.
حذف الزامات خاص از اف. جی-۱ فیوری، همراه با انجام تغییراتی دیگر، به XP-86 این امکان را داد که سبک‌تر و با حداکثر سرعت تخمینی ۵۸۲ مایل در ساعت (۹۳۷ کیلومتر در ساعت)، بسیار سریع‌تر از فیوری (دارای سرعت ۵۴۷ مایل در ساعت (۸۸۰ کیلومتر در ساعت)) باشد. با وجود افزایش سرعت، مطالعات اولیه نشان داد که XP-86 عملکردی مشابه رقبای خود، XP-80 و XP-84 خواهد داشت. از آنجایی که این طرح‌های رقیب در مراحل توسعه خود پیشرفته تر بودند، بیم آن می‌رفت که XP-86 در این رقابت حذف شود.
XP-86 یک مشکل بسیار اساسی داشت و قادر به رسیدن به حداکثر سرعت مورد نیاز ۶۰۰ مایل در ساعت (۹۷۰ کیلومتر در ساعت) نبود،نورث آمریکن مجبور به
اعمال یک تغییر عمده و افراطی در طراحی بود، تا بتواند رقبای خود را پشت سر بگذارد. . اف-۸۶ اولین هواپیمای آمریکایی بود که از داده‌های تحقیقات پروازی که در پایان جنگ جهانی دوم از اطلاعات آیرودینامیک آلمانی‌ها ضبط شده بود، استفاده نمود.
این داده‌ها نشان داد که یک بال نازک پس خمیده می‌تواند تا حد زیادی مشکلات کشش و تأخیر در تراکم‌پذیری را برطرف کند که در جنگنده‌هایی همانند لاکهید پی-۳۸ لایتنینگ وقتی به سرعت صوت نزدیک می‌شدند، رخ داده بود. تا سال ۱۹۴۴، مهندسان و طراحان آلمانی مزایای استفاده از بال‌های خمیده را بر اساس طرح‌های آزمایشی که به سال ۱۹۴۰ بازمی‌گردد، مشخص نمودند. مطالعه داده‌ها نشان دادند که یک بال پس خمیده چالش سرعت آنها را حل می‌کند، در حالی که، با یک هوازِه که بروی لبه حمله بال تعبیه شده و در سرعت‌های پایین باز می‌شد، پایداری هواپیما در سرعت پایین راافزایش یافت.
از آنجایی که توسعه XP-86 به مرحله پیشرفته ای رسیده بود، ایده تغییر زاویه بال با مقاومت برخی از کارکنان ارشد نورث آمریکن مواجه شد.
علی‌رغم مخالفت‌های شدید، پس از به دست آمدن نتایج خوب در آزمایش‌های تونل باد، تغییر بال از بال مستقیم به بال پس خمیده به تصویب رسید. الزامات عملکردی با استفاده از یک بال خمیده با زاویه ۳۵ درجه رو به عقب برآورده شد که در آن از ایرفویل‌های دارای کد چهار رقمی ناکا NACA, 0009.5-64 در ریشه بال و NACA 0008.5-64 در نوک، بال‌ها بهره گرفته شده بود.
در طراحی از هوازِه اتوماتیک بر اساس مسرشمیت ام‌ئی ۲۶۲ و پایدار کننده قابل تنظیم الکتریکی، که از مسرشمیت ام‌ئی ۲۶۲ الهام گرفته شده بود، استفاده
گردید.
بسیاری از سیبرها دارای "بال ۳–۶" (یک لبه حمله ثابت با یک وتر امتداد یافته ۶ اینچی در ریشه بال و یک وتر امتداد یافته ۳ اینچی در نوک بالها) که پس از کسب تجربه رزمی در کره، تقویت شده بودند.
این اصلاح، ایرفویل‌های بال را به پیکربندی اصلاح شده NACA 0009-64 در ریشه بال و NACA 0008.1-64 در نوک بال تغییر داد.
نمونه اولیه XP-86، که بعداً تبدیل به F-86 Sabre شد، در ۸ اوت ۱۹۴۷ ارائه شد. اولین پرواز در ۱ اکتبر ۱۹۴۷ به خلبانی جورج ولش، از پایگاه هوایی ادواردز AFB واقع در دریاچه خشک راجرز در کالیفرنیا انجام شد.
فرماندهی راهبردی هوایی نیروی هوایی ایالات متحده از سال ۱۹۴۹و در طی سال ۱۹۵۰، اف-۸۶ را به خدمت گرفت. این جنگنده‌ها در بال هوایی (یگان) ۲۲ بمب افکن، بال اول جنگنده و بال اول رهگیر به کار گرفته شد.
اولین جنگنده جنگنده هوایی ایالات متحده در طول جنگ کره بود، با تعداد قابل توجهی از سه مدل تولیدی اول که در طی جنگ تولید شدند.
اف-۸۶ همچنین تحت لیسانس در Canadair, Ltd با عنوان کاناداایر سیبر تولید شد. آخرین مدل کاناداایر سیبر، مارک ۶ بود، به‌طور کلی دارای بالاترین قابلیت‌ها در بین سایر نسخه‌های تولیدی بود.

### شکستن دیوار صوتی و سایر رکوردها

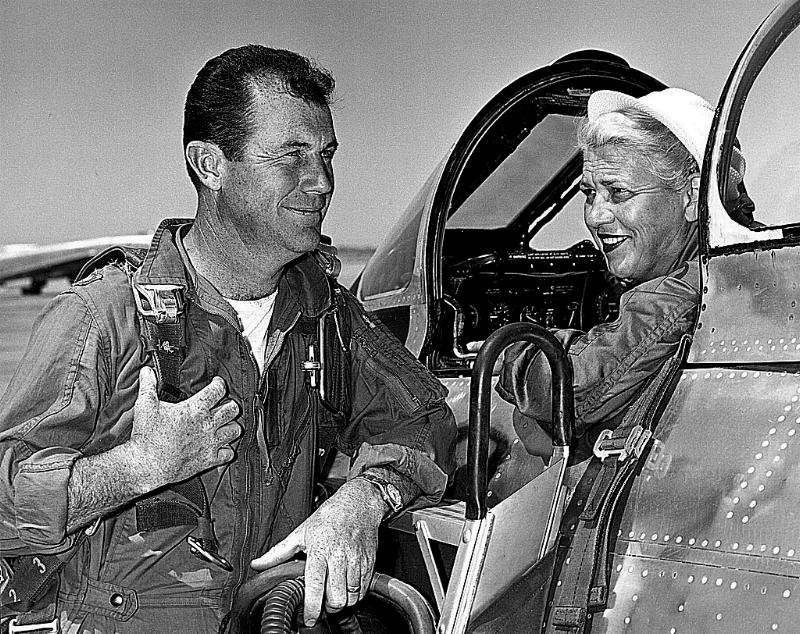
جکی کاکرن در اتاقک خلبان یک فروند کاناداایر سیبر و در کنار چاک ییگر

در ۱۵ سپتامبر ۱۹۴۸ یک فروند اف-۸۶ ای، که توسط سرگرد ریچارد ال. جانسون (خلبان آزمایشی نیروی هوایی ایالات متحده آمریکا) هدایت می‌شد، رکورد سرعت جهانی را با سرعت ۶۷۱ مایل در ساعت (۱٬۰۸۰ کیلومتر در ساعت) را به ثبت رساند.
پنج سال بعد، در ۱۸ مه ۱۹۵۳، ژاکلین کاکرن که به همراه چاک ییگر با یک فروند اف-۸۶ ام. کی ۳ ساخت کانادا پرواز می‌کرد، اولین زنی شد که موفق به شکستن دیوار صوتی شد.
سرهنگ کی. کی.کامپتون با یک فروند اف-۸۶ ای و با سرعت متوسط ۵۵۳٫۷۶ مایل در ساعت (۸۹۱٫۱۹ کیلومتر در ساعت) در مسابقه هوایی Bendix در سال ۱۹۵۱ برنده شد.

## طراحی

### نگاه اجمالی
اف-۸۶ هم به عنوان جنگنده رهگیر و هم جنگنده بمب افکن تولید شد. چندین گونه از این هواپیما در طول عمر تولید آن، با بهبودها و تسلیحات مختلف معرفی شد (به شرح ذیل توجه فرمایید).XP-86 به موتور جت جنرال الکتریک J35-C-3 مجهز شده بود که نیروی رانش ۴٬۰۰۰ پوند بر فوت (۱۸ کیلو نیوتن) را تولید می‌کرد. موتور مذکور، توسط بخش زیر مجموعه جنرال موتورز شرکت شورلت ساخته می‌شد تا زمانی که تولید به  آلیسون واگذار شد.
در F-86A-1 از موتور جنرال الکتریک J47-GE-7 نیروی رانش ۵٬۲۰۰ پوند برفوت (۲۳ کیلونیوتن) استفاده شد، در حالی که پیشرانه مدل F-86H، موتور جنرال الکتریک J73-GE-3 نیروی رانشی برابر با ۹٬۲۵۰ پوند بر فوت (۴۱ کیلونیوتن) تولید می‌نمود.

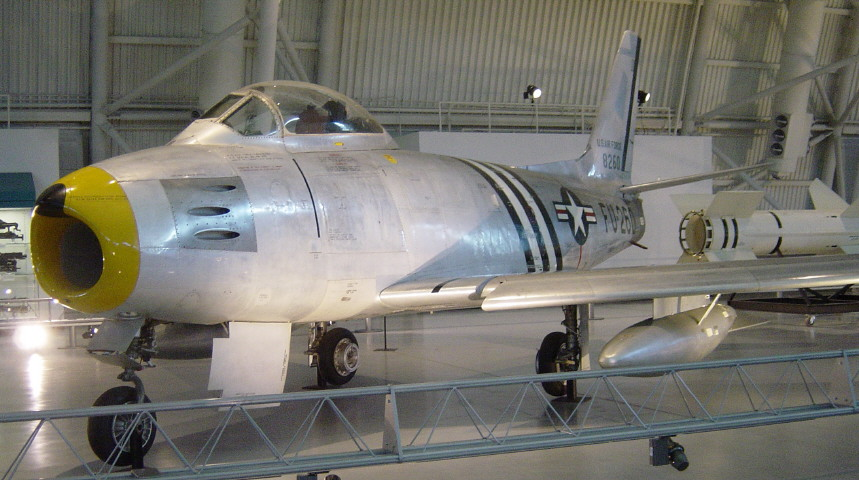
یک فروند سیبر در موزه ملی هوافضای اسمیتسونین(NASM) با رنگ آمیزی یگان بال هوایی چهارم جنگنده-رهگیر

نسخه جنگنده بمب افکن F-86H می‌توانست تا ۲٬۰۰۰ پوند (۹۱۰ کیلوگرم) بمب، از جمله مخزن خارجی که می‌توانست حاوی ناپالم باشد را، حمل کند.
راکت‌های غیر هدایت شونده ۲٫۷۵ اینچی (۷۰ میلی‌متری) در برخی از جنگنده‌ها در مأموریت‌های آموزشی مورد استفاده قرار می‌گرفت، اما راکت‌های ۵ اینچی (۱۲۷ میلی‌متر) بعداً برای عملیات‌های رزمی حمل شدند.
اف-۸۶ همچنین می‌توانست با یک جفت مخزن سوخت بیرونی (چهار مخزن در F-86F (از سال ۱۹۵۳)) نصب شود که برد هواپیما را افزایش می‌داد.
هر دو نسخه رهگیر و جنگنده بمب افکن دارای شش تیربار سنگین ۰٫۵ اینچی (۱۲٫۷ میلی‌متری) ام۳ برونینگ با تغذیه خودکار-الکتریکی فشنگ‌ها در دماغه هواپیما بودند، (نسخه‌های بعدی F-86H چهار توپ ۲۰ میلی‌متری (۰٫۷۹ اینچی) را به جای مسلسل حمل می‌کردند). تیربارهای ۰٫۵ اینچی (۱۲٫۷ میلی‌متری) دارای نرخ شلیک با سرعت ۱٬۲۰۰ گلوله در دقیقه و همگرایی گلوله‌های شلیک شده در ۱٬۰۰۰ فاصله فوتی (۳۰۰ متر) جلوی هواپیما بود.
مهمات به کار رفته از نوع ضد زره (AP) Armor-piercing و ضدزره آتش زا Armor-piercing incendiary (API) بوده و به ازای هر ۵ گلوله ضد زره یا ضد زره آتش زا، یک گلوله ضد زره آتش زای رسام Armor-piercing incendiary tracer (APIT) تعبیه شده بود. مهمات ضد زره API مورد استفاده در طول جنگ کره حاوی منیزیم بودند که برای مشتعل شدن در هنگام برخورد طراحی شده بودند، اما در ارتفاعات ۳۵٬۰۰۰ فوتی (۱۱٬۰۰۰ متری) ضعیف می‌سوختند زیرا سطح اکسیژن برای حفظ احتراق در آن ارتفاع کافی نبود. مدل‌های اولیه مجهز به دوربین تیراندازی دستی مارک ۱۸ بودند. آخرین ۲۴ فروند F-86A-5-Nas و F-86E مجهز به دوربین تیراندازی A-1CM و رادار AN/APG-30 بودند که از رادار برای محاسبه خودکار برد هدف استفاده می‌کرد، که در جنگ کره ثابت شد که بعداً در برابر میگ‌های مهاجم سودمند بودند.

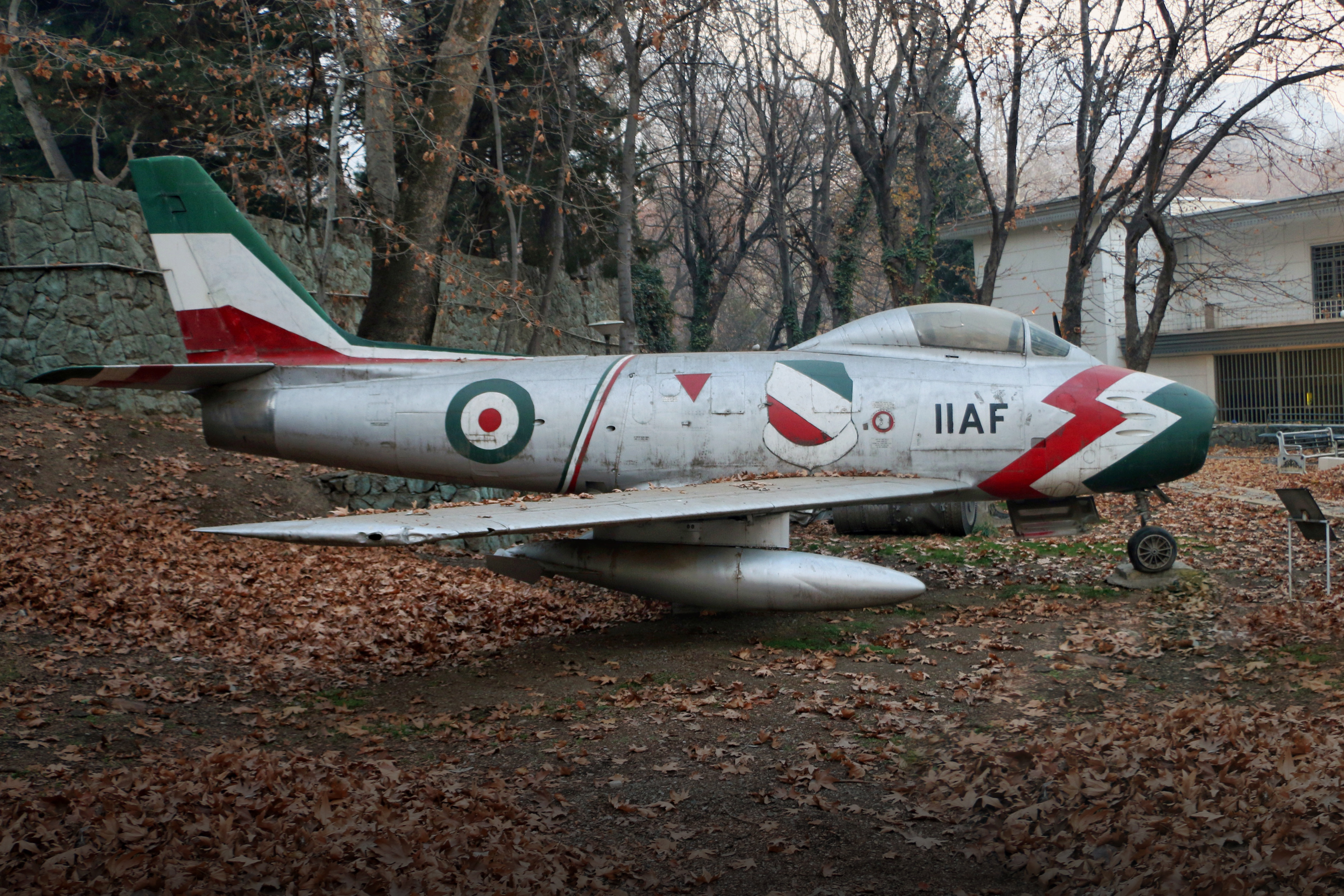
اف-۸۶ گروه تاج طلایی (رجیستر احتمالی: ۱۲۱–۳) در محوطه موزه نظامی کاخ سعدآباد. نشان‌های روی بدنهٔ این هواپیما حذف شده است

### ویژگی‌های پروازی
گذار از هواپیمای پروانه‌ایی نمادین به سیبر با بال‌های پس خمیده وپیشرانه موتور جت، شاهد برخوردها و حوادث فراوانی بود، زیرا حتی خلبان‌های با تجربه مجبور بودند شیوه‌های جدید کنترل و هندلینگ هواپیما و ویژگی‌های پرواز آن را بیاموزند. در اوایل عصر هواپیماهای جت، برخی از تولیدکنندگان آمریکایی برنامه‌های ایمنی و انتقالی را ایجاد نمودند که در آن خلبان‌های آزمایشی و تولیدی با تجربه، از اسکادران‌های جنگنده‌های عملیاتی بازدید نموده تا دستورالعمل‌ها و نمایش‌هایی را ارائه دهند که برای کاهش میزان حوادث طراحی شده بود.

## سابقه عملیاتی

### جنگ کره

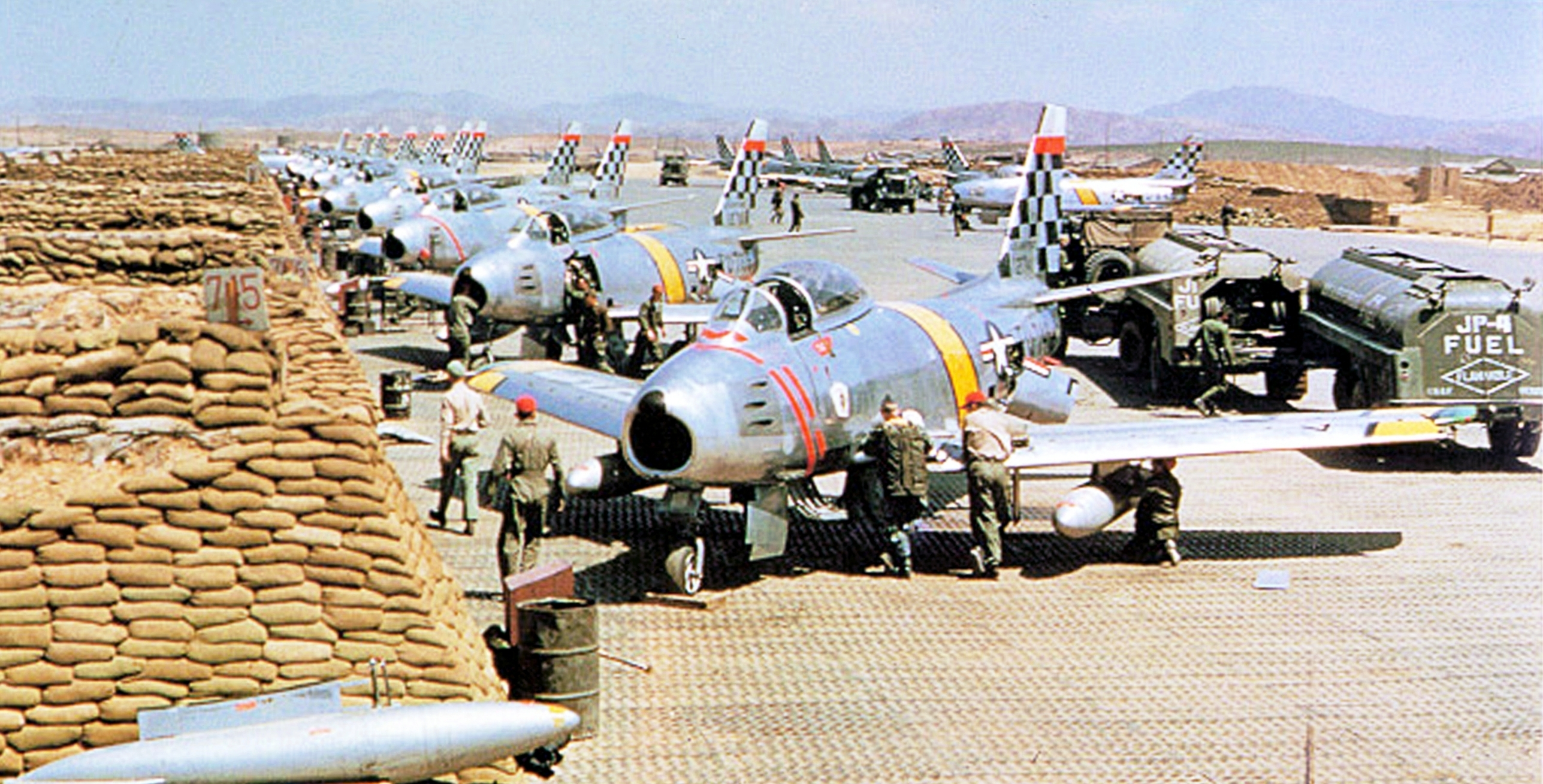
جنگنده‌های اف-۸۶ سیبر USAF از بال رهگیر ۵۱ ام در طی جنگ کره در پایگاه هوایی سوون، آماده برای رزم.

اف-۸۶ در سال ۱۹۴۹ وارد خدمت نیروی هوایی ایالات متحده آمریکا شده و به اسکادران جنگنده ۹۴ بال جنگنده اول پیوست و به جنگنده اصلی هوا به هوای جت مورد استفاده آمریکایی‌ها در جنگ کره تبدیل شد. در حالی که جت‌های بال مستقیم قبلی مانند پی-۸۰ و اف-۸۴ در ابتدا به پیروزی‌هایی در جنگ‌های هوایی دست یافتند، زمانی که میگ-۱۵ با بال‌های رو به عقب در نوامبر ۱۹۵۰ معرفی شد، از همه هواپیماهای نیروهای سازمان ملل، عملکردی بهتر داشت.

#### معرفی میگ-۱۵ و مقایسه آن
در پاسخ به مبگ-۱۵، سه اسکادران اف-۸۶ در ماه دسامبر به خاور دور اعزام شدند. میگ-۱۵ در سقف پرواز، قدرت آتش، شتاب، چرخش، سرعت صعود و توانایی صعود نامحدود بر مدل‌های اولیه اف-۸۶ برتری داشت.
اف-۸۶ بسیار سریعتر بود و می‌توانست در بازگشت از شیرجه‌ها از میگ‌ها پیش بگیرد. هنگامی که اف-۸۶ اف در سال ۱۹۵۳ معرفی شد، این دو هواپیما بیشتر با هم تطابق پیدا کردند و در پایان جنگ، بسیاری از خلبانان آمریکایی با تجربه جنگی ادعا کردند که اف-۸۶ اف برتری جزئی نسبت به میگ-۱۵ دارد.
قدرت آتش سنگین‌تر میگ و بسیاری دیگر از جنگنده‌های معاصر اف-۸۶، در پروژه ای به نام «گان-وال» مورد بررسی قرار گرفت که در طی آن هفت فروند اف-۸۶ اف، که هر کدام به چهار توپ ۲۰ میلی‌متری
تی-۱۶۰ مجهز بودند، تحت آزمایش‌های رزمی قرار گرفتند. (این مدل از سیبر، اف-۸۶-اف-۲ نامگذاری شد) علیرغم اینکه تنها دو توپ از چهار توپ ۲۰ میلی‌متری می‌توانست را در یک زمان شلیک نمایند، این آزمایش موفقیت‌آمیز تلقی شده و نشان‌دهنده پایان دهه‌ها استفاده از تیربارهای کالیبر ۵۰ براونینگ در نقش هوا به هوا بود، ۲۰ میلی‌متر به کالیبر ۰٫۷۸ اینچ نزدیک بود.
اگرچه اف-۸۶ ای می‌توانست با سرعت ۱ ماخ پرواز نماید، دم افقی تمام متحرک اف-۸۶ ایی تا حد زیادی توان مانورپذیری آن را در سرعت‌های بالا بهبود بخشید. میگ-۱۵ نمی‌توانست با اطمینان از ۰٫۹۲ ماخ فراتر رود، که یک نقطه ضعف مهم در نبرد هوایی نزدیک به صوت است. تأکید بسیار زیادی بر آموزش، توان تهاجمی، و تجربه خلبانان اف-۸۶ بود. خلبانان آمریکایی سیبر در پایگاه نلیس آموزش می‌دیدند، جایی که میزان تلفات آنها در حین آموزش آنها بسیار بالا بود، به آنها گفته شد: «اگر روزی برنامه آموزشی را با پرسنل کامل دیدید، عکس بگیرید.» برخلاف قوانین درگیری، واحدهای اف-۸۶ غالباً بر سر پایگاه‌های میگ در «مخفی گاه» منچوری، نبرد می‌نمودند.
در اکتبر ۱۹۵۱، نیروهای شوروی موفق شدند تا یک اف-۸۶ سرنگون شده را بازسازی نمایند، و در این تحقیقات به این نتیجه رسیدند که مزیت سیبر در نبرد به دلیل رادار نشانه‌گیری اسلحه APG-30 بوده که شلیک دقیق را در بردهای بلندتر تسهیل می‌نمود.

فیلمی نادر از دوربین تیربار یک اف-۸۶ در جنگ کره که سرنگونی یک فروند میگ-۱۵ را بر فراز کره به تصویر کشیده است

#### استقرار میگ‌ها و سیبرها
الزامات عملیات جنگی در مقابل نیاز به حفظ ساختار نیروی کافی در اروپای غربی، منجر به تبدیل جنگنده‌های بال جنگنده-رهگیر ۵۱ ام از اف-۸۰ به اف-۸۶ در دسامبر ۱۹۵۱ گردید. دو بال جنگنده بمب افکن، دو بال جنگنده بمب افکن، ۸ و ۱۸، در بهار ۱۹۵۳ نیز به اف-۸۶ اف تجهیز شدند.
گُردان هوایی شماره ۲،  نیروی هوایی آفریقای جنوبی(SAAF) همچنین خود را با پرواز اف-۸۶ در کره به عنوان بخشی از بال جنگنده بمب افکن ۱۸، متمایز نمود.

لاشه یک فروند اف-۸۶ ای (اف یو-۳۳۴ / ۱۳۳۴–۴۹) پس از آنکه در تاریخ ۱۷ ژوئن ۱۹۵۱ بمباران شده.

میگ‌هایی که از پایگاه‌های واقع در منچوری توسط خلبان‌های چینی، کره شمالی و شوروی ( نیروی هوایی شوروی(روسی: Военно-Воздушные Силы Союза Советских Социалистических Республик) به اختصار در الفبای لاتین V.V.S) پرواز می‌نمودند، در مقابل دو اسکادران از بال جنگنده رهگیر چهارم مستقر در پایگاه K-14، کیمپو، کره قرار گرفتند. کره شمالی و متحدانشان به‌طور دوره ای، برتری هوایی نیروهای سازمان ملل را در کوی میگ، منطقه ای در نزدیکی دهانه رودخانه یالو (مرز بین کره و چین) که شدیدترین نبردهای هوا به هوا در آن انجام می‌شد، را به چالش کشیدند.
در ۱۷ ژوئن ۱۹۵۱، در ساعت ۰۱:۳۰، پایگاه هوایی سوون توسط دو فروند هواپیمای دوباله پولیکارپوف پو-۲ بمباران شد که هر کدام یک جفت بمب خوشه ای پرتاب نمودند. یکی در تعمیرگاه موتور گردان مهندسی هوانوردی ۸۰۲ اصابت نموده و به برخی تجهیزات آسیب رسانید و دو بمب در خط پرواز اسکادران رهگیر جنگنده ۳۳۵ منفجر شد. یک فروند اف-۸۶ سیبر (اف یو-۳۳۴ / ۱۳۳۴–۴۹) از بال مورد اصابت قرار گرفته و شروع به سوختن نمود و حریق در نهایت هواپیما را از بین برد. اقدام سریع پرسنلی که سایر هواپیما را از اف-۸۶ در حال احتراق دور نمودند، باعث جلوگیری از تلفات بیشتر گردید. در این حمله کوتاه ۸ فروند سابر دیگر آسیب دیدند که حال چهار فروند آن آسیب جدی دیده و یک خلبان اف-۸۶ نیز در این میان مجروح شد. کره شمالی متعاقباً این حمله را به ستوان لا وون یونگ نسبت داد.

#### ارزیابی موفقیت اف-۸۶
در پایان جنگ، براساس اطلاعات اولیه منتشره از منابع آمریکایی، خلبانان اف-۸۶ به این افتخار نائل شدند که ۷۹۲ فروند میگ را در طی نبردهای هوا به هوا سرنگون نموده، در حالی که فقط ۷۸ فروند سیبر را از دست داده‌اند و در واقع به یک پیروزی با نسبت ۱۰:۱ دست یافته‌اند. از ۴۱ خلبان آمریکایی که در طول جنگ کره که به عنوان تکخال مفتخر شدند، به جز یک نفر که از خلبانان نیروی دریایی نیروی دریایی بود و با  اف۴یو کرسر پرواز می‌نمود، جملگی از خلبانان اف-۸۶ سیبر بودند. با این حال، پس از جنگ، نیروی هوایی ایالات متحده آمریکا آمار و اطلاعات خود را در تحقیقاتی با نام رمز Saber Measure Charlie بررسی و تعدیل نموده و نسبت پیروزی اف-۸۶ سیبر در برابر میکویان-گورویچ میگ-۱۵ را به نصف، یعنی به ۵:۱ تقلیل داد. و نهایتاً نیروی هوایی ایالات متحده به صورت درون سازمانی پذیرفت، که تعداد واقعی میگ‌های سرنگون شده توسط خلبانان آمریکایی در حدود ۲۰۰ فروند بوده است.
بر پایه اطلاعات شوروی، تلفات ۳۳۵ فروند میگ-۱۵ در طی جنگ کره به همه دلایل، از جمله سوانح، آتش ضدهوایی، و حملات زمینی ثبت شده است. بر اساس ادعای چینی‌ها، تلفات ایشان ۲۲۴ فروند از جنگنده‌های میگ-۱۵ در خدمت ایشان در کره می‌باشد. تلفات کره شمالی مشخص نیست، اما به گفته پناهندگان از کره شمالی، نیروی هوایی آنها حدود ۱۰۰ میگ-۱۵ را در طول جنگ از دست داده است. بنابراین، در طی جنگ کره تلفات جنگنده‌های میگ-۱۵ معادل ۶۵۹ فروند بوده، که عامل سرنگونی بسیاری از آن‌ها اف-۸۶‌ها بوده‌اند. شوروی ادعا داشت که بیش از ۶۰۰ فروند اف-۸۶ را سرنگون نموده است، چینی‌ها بر ساقط کردن ۲۱۱ فروند سیبر، ادعا داشتند. اگرچه تعداد مذکور را نمی‌توان با تعداد ثبت شده سیبر های از دست رفته، توسط ایالات متحده تطبیق داد.
از دلایل مطرح شده برای موفقیت جنگنده‌های اف-۸۶، به این موضوع اشاره شده که بسیاری از خلبانان آمریکایی در جنگ کره، کهنه سربازانی باتجربه از جنگ جهانی دوم بودند، در حالی که خلبانان کره شمالی و چینی فاقد تجربه رزمی بودند. اما خلبانان سازمان ملل به این موضوع مظنون بودند که بسیاری از هواپیماهای میگ-۱۵ توسط خلبانان مجرب شوروی که تجربه جنگی در جنگ جهانی دوم را نیز داشتند، پرواز می‌نمودند. منابع کمونیستی سابق اکنون اذعان می‌کنند که خلبانان شوروی در ابتدا اکثر میگ-۱۵‌هایی را که در کره می‌جنگیدند را به پرواز درمی‌آوردند، اما آنها همچنین مخالفت می‌کنند که تعداد میگ-۱۵های بیشتری نسبت به اف-۸۶‌ها در نبرد هوایی سرنگون شده‌اند. بعدها در جنگ، خلبانان کره شمالی و چینی مشارکت خود را در پروازهای جنگی افزایش دادند.
درستی بسیاری از پیروزی‌های هوا به هوای مورد ادعا در جنگ کره با در دسترس قرار گرفتن داده‌های بیشتر، به‌طور فزاینده ای مورد بحث قرار گرفته است، این امر نشان دهنده آن است که در موارد ادعا شده از هر دو طرف بیش از حد اغراق شده است. تحقیقات انجام شده توسط رابرت اف دور، جان لیک و وارن تامپسون ادعا برد نسبت پیروزی اف-۸۶ برابر با ۲:۱ دارد. گزارش اخیر رند کورپوریشن در «تحقیق اخیر» جنگ اف-۸۶ علیه میگ-۱۵ بر فراز کره اشاره کرده و به این نتیجه رسیده است که نسبت واقعی تلفات به هواپیمای سرنگون شده دشمت برای اف-۸۶ در مجموع ۱٫۸:۱ بوده و احتمالاً ۱٫۳:۱ برای میگ‌هایی که خلبانانی از شوروی داشته‌اند، بوده است. با این حال، این نسبت تعداد هواپیماهای دیگر (شامل بی-۲۹، ای-۲۶، اف-۸۰،
اف-۸۲، اف-۸۴ و
گلاستر متئور) را که توسط خلبانان میگ-۱۵ ساقط شده‌اند، در نظر نمی‌گیرد.
تطبیق داده‌ها با سوابق شوروی نشان می‌دهد که خلبانان آمریکایی معمولاً تلفات جنگی خود را به «حوادث فرود» و «سایر عوامل» نسبت می‌دادند. بنا بر داده‌های رسمی ایالات متحده ("USAF Statistical Digest FY1953")، نیروی هوایی ایالات متحده آمریکا ۲۵۰ فروند جنگنده اف-۸۶ را در جنگ کره از دست داد. از این تعداد، ۱۸۴ فروند در طی نبرد (۷۸ فروند در نبردهای هوا به هوا، ۱۹ فروند توسط توپ‌های ضدهوایی، ۲۶ فروند "علت نامعلوم" و ۶۱ فروند"سایر تلفات") و۶۶ فروند در طی حوادث از دست رفته‌اند." نیروی هوایی آفریقای جنوبی نیز ۶ فروند اف-۸۶ را در طی این جنگ از دست داد. با این حساب آمار تأیید شده تلفات اف-۸۶‌ها در جنگ کره، در مجموع ۲۵۶ فروند می‌باشد.

### بحران تنگه تایوان ۱۹۵۸

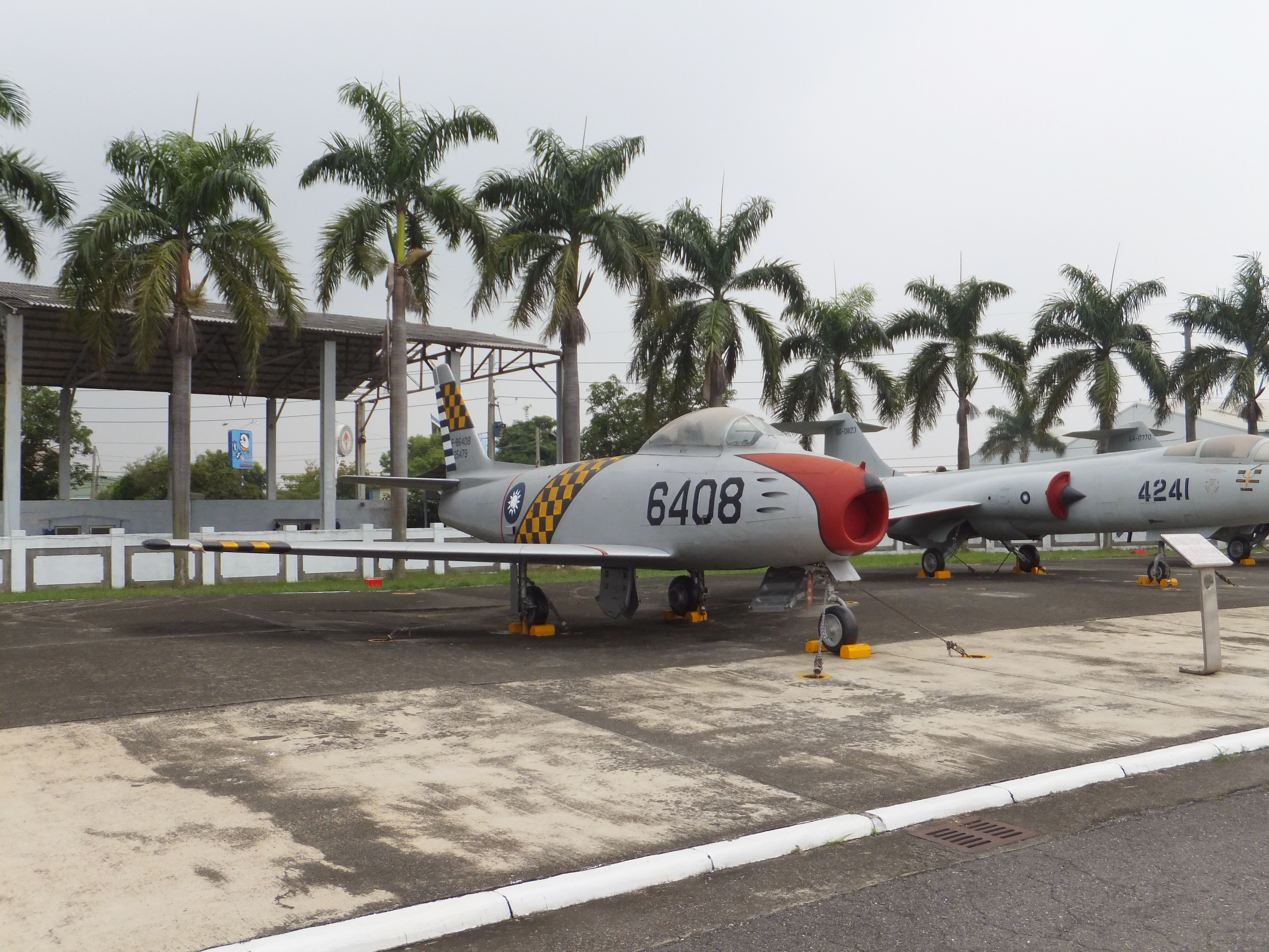
یک فروند اف-۸۶ اف نیروی هوایی جمهوری چین (تایوان)

نیروی هوایی جمهوری چین (تایوان) اولین دریافت کننده جنگنده‌های سیبر مازاد نیروی هوایی ایالات متحده آمریکا بود. از دسامبر ۱۹۵۴ تا ژوئن ۱۹۵۶، نیروی هوایی جمهوری چین ۱۶۰ فروند اف-۸۶اف-۱-ان. ای سابق USAF را در میان جنگنده‌های اف-۸۶اف-۳۰-ان. ای دریافت نمود. در ژوئن ۱۹۵۸، دولت ملی‌گرای جمهوری چین در تایوان بادر اختیار داشتن ۳۲۰ فروند اف-۸۶ اف و هفت فروند آراف-۸۶ ااف نیروی جنگنده مؤثر و تحسین‌برانگیزی را پایه‌گذاری نموده بود.
سیبرها و میگ‌ها به زودی قرار بود در بحران دوم تنگه تایوان بار دیگر در آسمان آسیا با یکدیگر مبارزه نمایند. در اوت ۱۹۵۸، کمونیست‌های چینی در دولت جمهوری خلق چین تلاش کردند با گلوله‌باران و محاصره، ملی گرایان را از جزایر
کینمن و ماتسو اخراج نمایند. هواپیماهای اف-۸۶ اف نیروی هوایی جمهوری چین که در حال گشت‌زنی هوایی بر فراز جزایر بودند، خود را برابر هواپیماهای میگ-۱۵ و میگ-۱۷ نیروی هوایی ارتش آزادی‌بخش خلق قرارداده و جنگ‌های هوایی از نوع داگ‌فایت فراوانی در بین آنها به وقوع پیوست.
در طول این نبردها، سیبرهای نیروی هوایی جمهوری چین، عنصر جدیدی را وارد جنگ هوایی نمودند. تحت یک عملیات مخفی به نام جادوی سیاه، نیروی دریایی ایالات متحده موشک هوابه هوای ایم-۹ سایدوایندر را در اختیار تایوان قرار داد، که اولین موشک هوا به هوای حرارت یابی بود که خود به تازگی وارد خدمت ایالات متحده شده بود. یک تیم کوچک از گُردان هوایی جنگنده تهاجمی ۲۳۲ ازتفنگداران دریایی ایالات متحده آمریکا، یک اسکادران دریایی اف جی-۴ فیوری با حمایت‌های بعدی از پایگاه هوایی تسلیحات نیروی دریایی چاینا لیک و نورث آمریکن آویشن برای این برنامه در نظر گرفنه شدند. در ابتدا ۲۰ فروند از اف-۸۶ سیبر را برای حمل یک جفت ساید وایندر بروی ریل‌های پرتاب زیر بال‌ها به روزرسانی نموده و استفاده از این موشک‌ها را به خلبانان تایوانی آموزش دادند. در طی این برنامه‌های آموزشی جنگنده‌های اف-۱۰۰ نیروی هوایی ایالات متحده آمریکا شبیه‌سازی میگ-۱۷ را که از توان پرواز در ارتفاع بالاتری نسبت به سیبرها برخوردار بودندو را به انجام رساندند امری که قبلاً در طی جنگ کره رخ داده بود و میگ‌های -۱۷ جمهوری خلق چین نیز به‌طور معمول برفراز سیبرهای تایوانی پرواز نموده و تنها در زمانی که در موقعیت مطلوبی قرار داشتند، درگیر می‌شدند. مزیتی که با ورود موشک‌های سایدوایندر از بین رفته و ثابت شد که این موشک‌ها به‌طور مخربی در برابر میگ‌ها مؤثر بودند.

### نیروی هوایی پاکستان

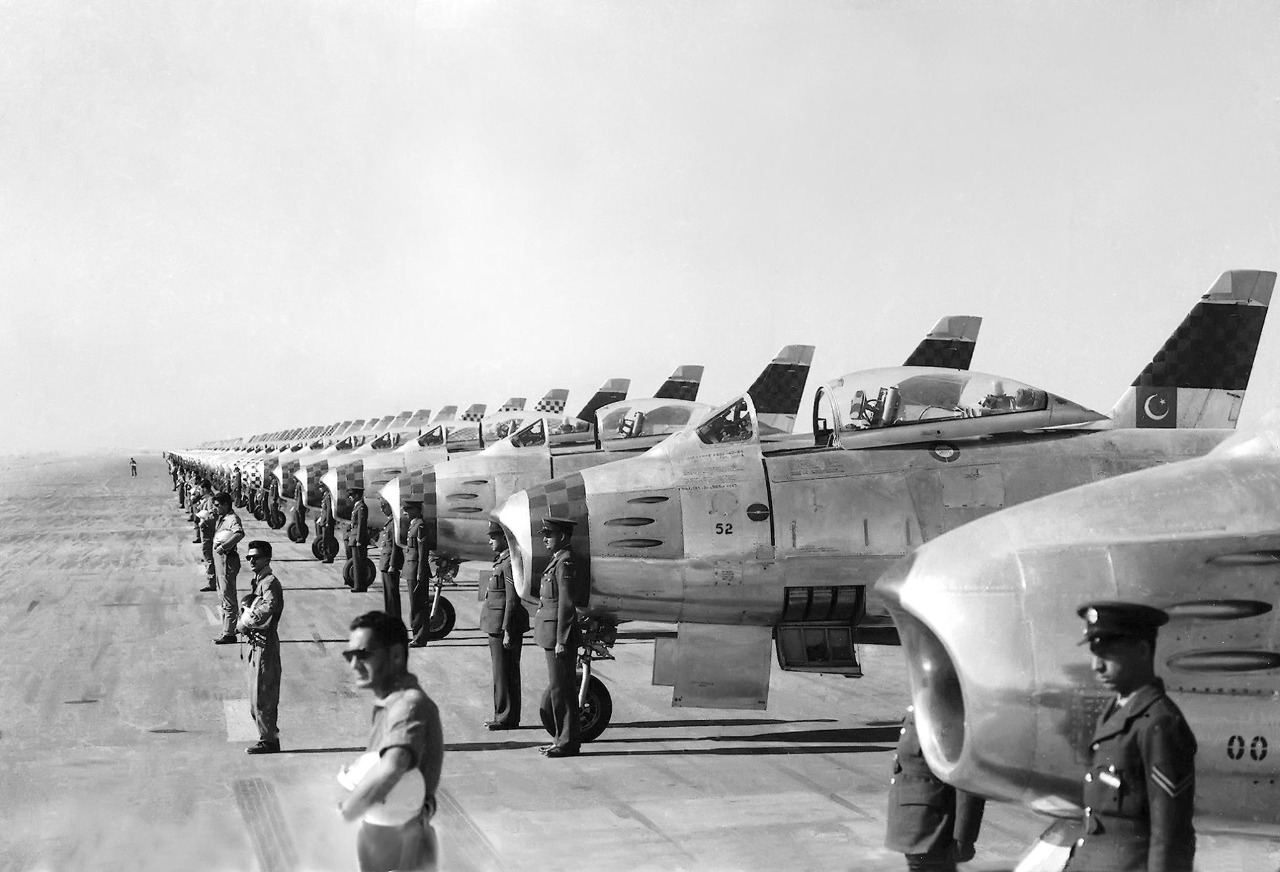
استفرار سیبرهای نیروی هوایی پاکستان در پایگاه هوایی مسرور در سال ۱۹۵۸

در سال ۱۹۵۴، پاکستان اولین جنگنده از مجموع ۱۰۲ فروند اف-۸۶ اف سیبر را تحت برنامه کمک دفاعی متقابل دریافت نمود. بسیاری از این هواپیماها از گونه اف-۸۶ اف-۳۵ از هواپیماهای ذخیره نیروی هوایی ایالات متحده آمریکا بودند، اما برخی هواپیماهای تولیدی بعدی از نوع اف-۸۶ اف-۴۰ ان‌ای (به‌طور خاص برای صادرات ساخته شدند). بسیاری از اف-۳۵ها قبل از تحویل به پاکستان به استانداردهای اف-۴۰ ارتقا یافته بودند، اما تعداد کمی از اف-۳۵ باقی ماندند. اف-۸۶ توسط ۹ گُردان هوایی (اسکادران) نیروی هوایی پاکستان (PAF) در زمان‌های مختلف اداره می‌شد: از جمله گردان‌های هوایی شماره ۵، ۱۱، ۱۴، ۱۵، ۱۶، ۱۷، ۱۸، ۱۹ و ۲۶.
علاوه بر این، در آوریل ۱۹۵۹، یک اف-۸۶ اف نیروی هوایی پاکستان که توسط ستوان خلبان یونس از گردان هوایی شماره ۱۵"کبراهاً هدایت می‌شد، یک هواپیمای جاسوسی کانبرای نیروی هوایی هند را بر فراز راولپندی سرنگون نمود که اولین پیروزی هوایی برای نیروی هوایی پاکستان بود.
در سال ۱۹۶۶، پاکستان که به دلیل جنگ تحت تحریم‌های ایالات متحده آمریکا بود، ۹۰ فروند کاناداایر سیبر از نوع سی ال-۱۳ ام‌کیو۶ را که قبلاً در خدمت لوفت وافه بودند، را از طریق ایران خریداری نمود. هواپیماهای مذکور در نیروی هوایی پاکستان به عنوان اف-۸۶ ئی نامیده شدند، که نباید با گونه نورث آمریکن اف-۸۶ئی اشتباه شود.
آخرین سیبرها در سال ۱۹۸۰ از خدمات نیروی هوایی پاکستان خارج شدند و با جنگنده‌های شن‌یانگ اف-۶ جایگزین شدند. در مجموع خلبانان پاکستانی با سیبرها ۳۲۰٬۱۸۵ ساعت پرواز نمودند که از این تعداد حدود ۴٬۵۰۰ ساعت پرواز در در زمان عملیات جنگی بودند. در حال حاضر تعدادی از سیبرها در موزه نیروی هوایی پاکستان و در شهرهای مختلف آن کشور به نمایش گذاشته شده‌اند.

#### رشته عملیات جنگی باجور ۱۹۶۱–۱۹۶۰
در اواخر سال ۱۹۶۰، نیروهای منظم و نامنظم افغان در تلاش برای الحاق سرزمینی به منطقه باجور در استان مرزی شمال غربی پاکستان حمله ورشدند. در پاسخ، اف-۸۶ های نیروی هوایی پاکستان به منظور حمایت از نیروهای پاکستانی و قبایل محلی پشتون پاکستان که با نیروهای نفوذی افغان‌ها می‌جنگیدند، اعزام شدند. سیبرها همچنین مواضع ارتش سلطنتی افغانستان در کنر را که به پاسگاه‌های مرزی سپاه مرزبانی پاکستان حمله می‌کردند، را بمباران نمودند. اگرچه نیروی هوایی سلطنتی افغانستان هفت گُردان هوایی میگ-۱۷ و یک گردان هوایی میگ-۲۱عملیاتی را در اختیار داشت، هیچ جنگ هوایی شناخته شده‌ای بین دو طرف ثبت نشده است.

#### جنگ هند و پاکستان در سال ۱۹۶۵

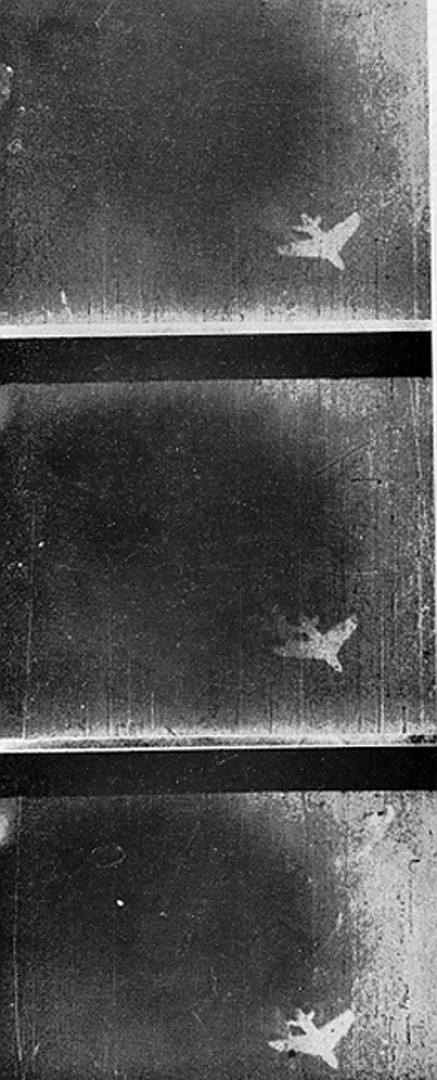
فیلمی از دوربین توپ یک اف-۸۶ اف به خلبانی شربت علی چنگیزی از گُردان هوایی ۲۶ نیروی هوایی پاکستان که یک فروند هاوکر هانتر شکار شده از نیروی هوایی هند را لحظاتی قبل از سرنگونی آن بر فراز ناحیه لاهور نشان می‌دهد.

به دلیل حضور جت‌های جنگنده مافوق صوت، در آن زمان اف-۸۶ سیبر دیگر یک جنگنده در کلاس جهانی نبود. با این حال، منابع مختلف بیان می‌کنند که در سال ۱۹۶۵ جنگنده اف-۸۶ به نیروی هوایی پاکستان یک مزیت تکنولوژیکی داد.
- نبردهای هوایی

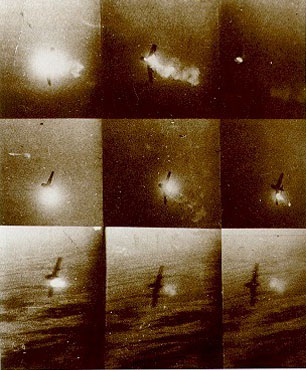
یک فروند سیبر نیروی هوایی پاکستان در سپتامبر ۱۹۶۵ توسط قولاد نت نیروی هوایی هند سرنگون می‌گردد.

بر اساس ادعاهای نیروی هوایی پاکستان سیبرها در طی نبرد هوا به هوا در جنگ هند و پاکستان در سال ۱۹۶۵، ۱۵ فروند هواپیمای نیروی هوایی هند را از جمله ۹ فروند هانتر، چهارفروند ومپایر و دو فروند فولاند نت را ساقط نمودند. با این حال آن نیرو از دست دادن ۱۴ فروند جنگنده اف-۸۶ را نیز پذیرفته است. اف-۸۶‌های نیروی هوایی پاکستان از مزیت مسلح بودن به موشکهای ای ای‌آی‌ام-۹بی/جی‌ای‌آر سایدوایندر بهره‌مند بودند، این درحالی بود که هیچ‌یک از هواپیماهای هندی دارای این قابلیت نبودند. با وجود این، نیروی هوایی هند ادعا داشت که هفت فروند اف-۸۶ سیبر را توسط جنگنده‌های فولاند نت و شش فروند از آنها را توسط هواپیماهای هاوکر هانتر سرنگون نموده است.
- حملات هوا به زمین

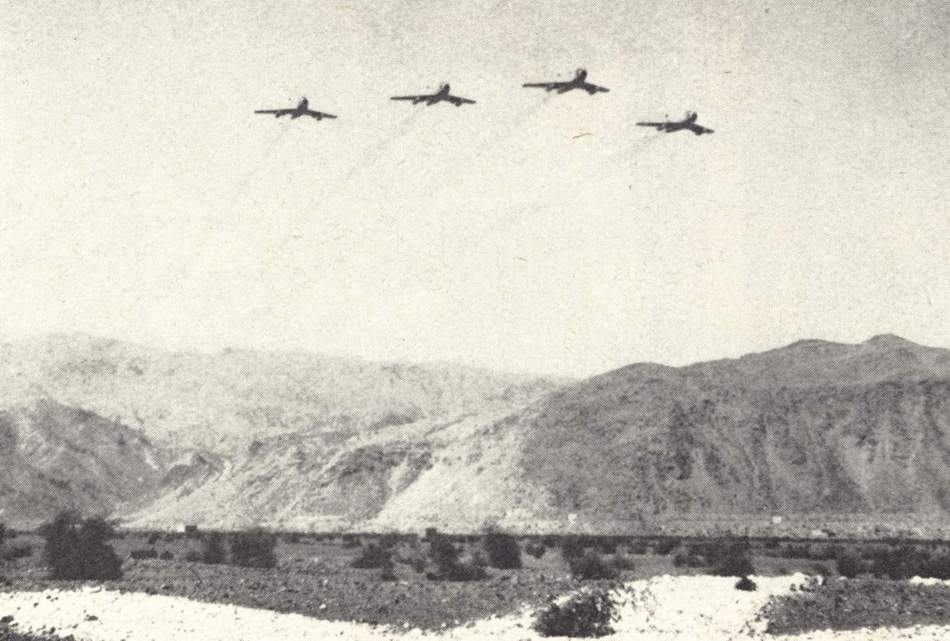
چهار فروند اف-۸۶ اف نیروی هوایی پاکستان در حال بازگشت از یک مأموریت ممانعت هوایی در سپتامبر ۱۹۶۵

در طی این درگیری‌ها اف-۸۶اف همچنان یک هواپیمای قدرتمند برای ماموریت‌های آفندی علیه اهداف زمینی بود. در صبح روز ۶ سپتامبر ۱۹۶۵، شش فروند اف-۸۶ از گُردان هوایی شماره ۱۹ با استفاده از راکت‌های ۵ اینچی (۱۲٫۷ میلی‌متری) و شش قبضه تیربار ام ۳ برونینگ خود، ستون‌های در حال پیشروی ارتش هند را مورد اصابت قرار دادند. در همان روز، هشت فروند اف-۸۶ از همان اسکادران حملات هوایی را به پایگاه هوایی پاتانکوت نیروی هوایی هندوستان انجام دادند. در پاکستان شرقی، اف-۸۶ از گردان هوایی شماره ۱۴ پایگاه‌های هوایی هند در کالایکوندا،
 باگدوگرا، باراکپور و
اگرتلا را مورد حمله قرار دادند که منجر به انهدام بیش از ۲۰ فروند هواپیمای هندی شد. حملات هوایی به ویژه در کالایکوندا بسیار موفقیت‌آمیز بود و پس از آن گردان هوایی شماره ۱۴ به "Tail Choppers" ملقب شد.
در مجموع، نیروی هوایی پاکستان با بمب افکن‌های بی-۵۷ کانبرا و جنگنده‌های اف-۸۶ خود، در حدود ۳۹ هواپیمای جنگی را در پایگاه‌های هوایی مختلف نیروی هوایی هند منهدم نمود. با این حال، هند ادعا می‌کند که ۲۲ فروند از هواپیمای خود را بروی زمین از دست داده است.

#### جنگ داخلی و متعاقب آن جنگ هند و پاکستان ۱۹۷۱
- نبردهای هوایی

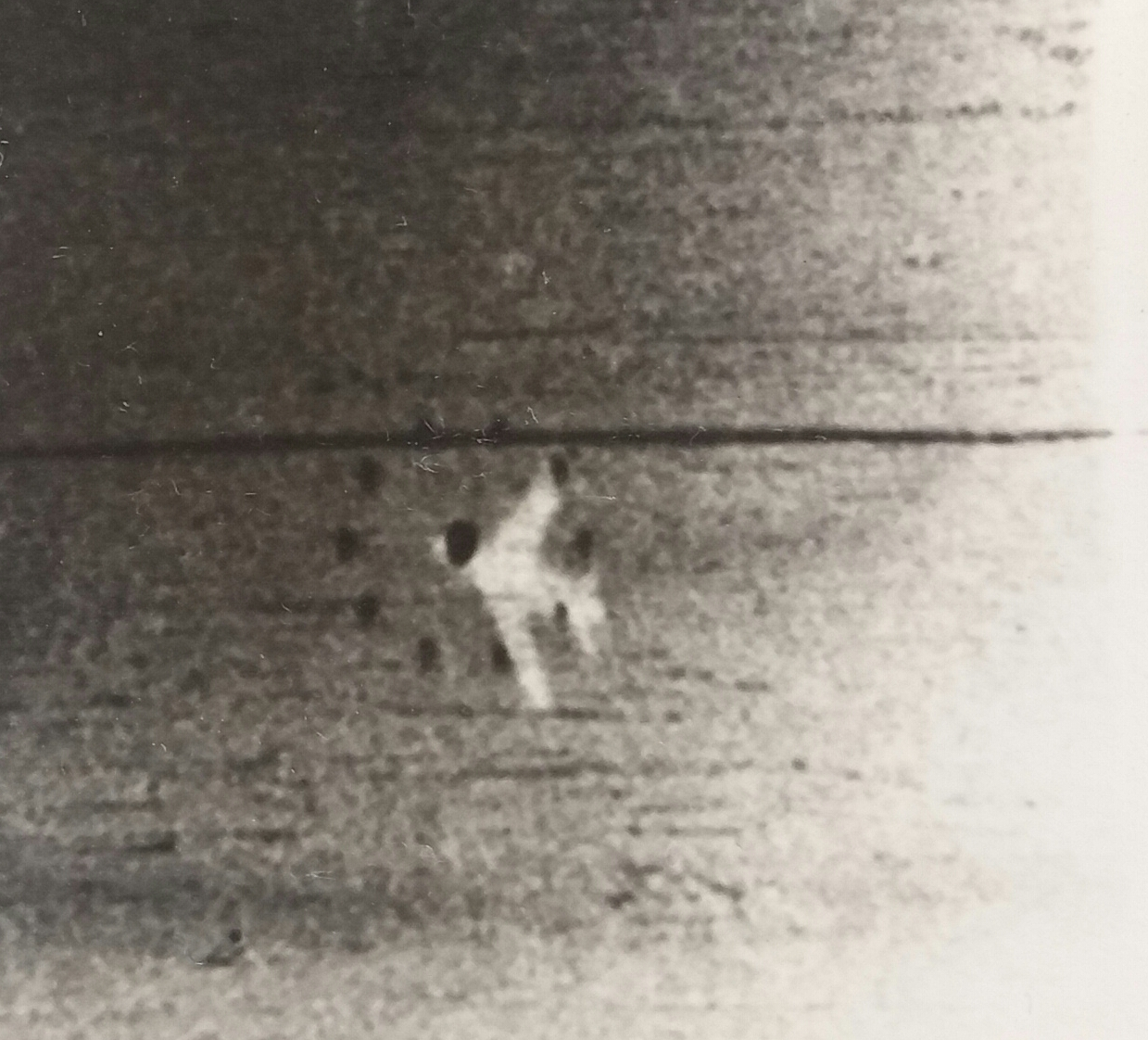
یک فولاند نت هندی توسط یک فروند توسط اف-۸۶ اف نیروی هوایی پاکستان بر فراز سرینگر سرنگون می‌شود.

سیبرهای سی‌ال-۱۳بی ام‌کی. ۶ (معروف به اف-۸۶ئی در نیروی هوایی پاکستان)، ستون اصلی عملیات جنگنده‌های روزانه نیروی هوایی پاکستان در طی جنگ سال ۱۹۷۱ بوده و چالش آن مقابله با تهدیدهای جنگنده‌های نیروی هوایی هند از جمله فولاند نت، هاوکر هانتر، سوخوی سو-۷ و میگ-۲۱ بود.
در آغاز جنگ، نیروی هوایی پاکستان دارای هشت گردان هوایی از اف-۸۶ سیبر بود. سیبرها همراه با انواع جنگنده‌های جدیدتر مانند میراژ۳ و شن یانگ اف-۶، اکثر عملیات‌ها را در طی جنگ بر عهده داشتند. پاکستان شرقی، تنها گردان هوایی Tail Choppers مجهز به ۱۶ فروند اف-۸۶ئی بود که ۴ فروند آن برای شلیک موشک‌های ای ای‌آی‌ام-۹بی/جی‌ای‌آر سایدوایندر بهسازی شده بود.
در نبرد بویرا، یک فروند فولاند نت از گُردان هوایی ۲۲ نیروی هوایی هندوستان، دو فروند اف-۸۶ نیروی هوایی پاکستان را سرنگون نموده و به یک فروند اف-۸۶ئی آن نیرو آسیب‌های شدیدی را وارد نمود.
اف-۸۶‌های نیروی هوایی پاکستان عملکرد خوبی داشتند و بر اثر ادعاهای پاکستان، سیبرها ۳۱ فروند از هواپیمای هندی را در نبرد هوا به هوا سرنگون نمودند، که شامل ۱۷ فروند هاوکر هانتر، هشت فروند سوخوی سو-۷ فیتر، یک فروند میگ ۲۱ و سه فروند فولاند نت بودند در حالی که هفت فروند اف-۸۶ از دست رفتند. جالب توجه‌ترین آنها نبرد مابین دو فروند سیبر و چهار فروند میگ ۲۱ بود. یک فروند میگ بدون از دست رفتن هیج اف-۸۶ سیبری سرنگون شد. این امر به دلیل عملکرد بهتر سیبر در سرعت پائین در مقایسه با میگ ۲۱ بال دلتا به دست آمد.
با این حال، هند ادعا می‌کند که ۱۱ فروند اف-۸۶ سیبر نیروی هوایی پاکستان را در مقابل از دست دادن ۱۱ فروند از هواپیمای جنگی خود را سرنگون نموده است. برتری تعدادی نیروی هوایی هندوستان بر تنها گُردان هوایی سیبرهای پاکستان شرقی (و سایر هواپیماهای نظامی) غلبه کرد که یا سرنگون شدند، یا برادرکشی پاکستانی‌ها زمین گیر شده و نتوانستند مقاومت نموده، و برتری هوایی کامل را برای نیروی هوایی هندوستان را ممکن نمود.
- حملات هوا به زمین

در پاکستان شرقی، اف-۸۶ئی‌های گردان هوایی Tail Choppers در چندین مأموریت پشتیبانی هوایی نزدیک و ضدشورش علیه ستیزه‌جویان مُکتی بائینی و نیروهای نامنظم هندی شرکت فعال داشتند.
در ۱۵ آوریل ۱۹۷۱، آرایشی از ۴ فروند سیبر به رهبری ستوان خلبان عباس ختاک، در حمایت از تلاش‌های ارتش پاکستان در بازپس‌گیری ذخایر مواد غذایی و سیلوها از ستیزه‌جویان مُکتی بائینی، بسیاری از پایگاه‌های شورشیان را در بهیراب بازار مورد تهاجم و حملات راکتی قرار دادند.
در ۲۶ آوریل ۱۹۷۱، ستوان خلبان عباس آرایش دیگری از سیبر را در
پاتواخالی هدایت نمود، جایی که شورشیان بازمانده پس از مواجهه با شکست در باریسال از ارتش، دوباره جمع شده بودند. سیبرها به چندین نقطه از استحکامات شورشیان حمله نموده تا مقاومت را کاهش دهند و پس از آن واحدهای گروه خدمات ویژه ارتش پاکستان (اس‌جی‌اس) از طریق میل-۸ برای پاکسازی منطقه وارد شدند.
در جبهه غربی، اف-۸۶ئی و اف-۸۶اف از گردان‌های هوایی مختلف نیروی هوایی پاکستان با پشتیبانی هوایی نقش حیاتی در حمایت از ضد حملات ارتش پاکستان در چندین بخش را ایفا نمودند.
در بخش‌های شکرگره و مارالا، اف-۸۶ ئی و اف نیروی هوایی پاکستان ازگردان‌های هوایی شماره ۱۷، شماره ۱۸ و ۲۶ به همراه شن یانگ اف-۶ در ماموریت‌های پشتیبانی هوایی با حمایت از ضدحملات سپاه ضربه اول پاکستان علیه سپاه اول ارتش هند شرکت داشتند. اگرچه سیبرها برای نقش‌های عملیات ضدتانک مجهز نبودند، اما در تلاش برای ارائه پشتیبانی هوایی مؤثر تا حد امکان، برای حمل بمب چندمنظوره اصلاح شدند.
در نبرد چهمب، اف-۸۶اف از گردان هوایی شماره ۲۶ «عنکبوت‌های سیاه» و اف-۸۶ئی ازگردان هوایی شماره ۱۸ از نیروهای افتخار جنجوا در تصرف چهمب، با انجام ۱۴۶ سورتی پشتیبانی هوایی حمایت نمودند. زمانی که سیبرهای اسکادران شماره ۱۸ مخازن مهمات آنها را منهدم کردند، ارتش هند ضربه بزرگی را در آخنور متحمل شد.
در سلیمان‌کی هددرس، اف-۸۶ئی از گردان هوایی شماره ۱۷ (ببرها) ۵۵ سورتی پرواز ضدشورش را در حمایت از عملیات آفندی سپاه چهارم ارتش پاکستان انجام دادند که در آن آنها ۶ تانک هندی و تعدادی خودروی نظامی را نابود نمودند.
در بیابان تار، اف-۸۶ئی و اف‌های متعلق به گردان هوایی شماره ۱۹ در طول ماموریت‌های پشتیبانی هوایی نزدیک به مواضع ارتش هند حمله کردند. آنها در مجموع ۸ تانک هندی و چندین خودروی نظامی را منهدم کردند و به ۲ قطار نظامی نیز آسیب رسانیدند.

### جنگ استقلال گینه بیسائو
در سال ۱۹۵۸، نیروی هوایی پرتغال (به پرتغالی: Forca Aerea Portuguesa (FAP)) ۵۰ فروند اف-۸۶اف را که سابقاً در خدمت نیروی هوایی ایالات متحده آمریکا بودند را دریافت نمود. چند فروند اف-۸۶ اف مستعمل نیروی هوایی سلطنتی نروژ نیز به عنوان ذخیره در سال‌های ۱۹۶۸–۱۹۶۹ خریداری شدند.
نیروی هوایی پرتغال برخی از جنگنده‌های اف-۸۶اف سیبر خود را در سال ۱۹۶۱ در گینه پرتغال مستقر کرد که در AB2 - پایگاه هوایی بیسالانکا، بیسائو مستقر بود. این هواپیماها "واحد ۵۲" را تشکیل دادند که در ابتدا مجهز به هشت فروند اف-۸۶اف (سریال‌های: ۵۳۰۷، ۵۳۱۴، ۵۳۲۲، ۵۳۲۶، ۵۳۵۴، ۵۳۵۶، ۵۳۶۱ و ۵۳۶۲) از گُردان هوایی ۵۱، مستقر در
پایگاه هوایی مونت ریل بود. این هواپیماها در جنگ استقلال گینه بیسائو، در مأموریت هاب آفندی علیه نیروهای زمینی و عملیات پشتیبانی نزدیک علیه نیروهای شورشی مورد استفاده قرار گرفتند.
در آگوست ۱۹۶۲، هواپیمای به شماره ۵۳۱۴ در هنگام فرود اضطراری در حالی که هنوز بمب‌هایی بر نقاط سخت زیر بال آن متصل بودند، از باند فرودگاه منحرف شده و دچار حریق گردید. یک فروند اف-۸۶اف به شماره ۵۳۲۲ در ۳۱ می ۱۹۶۳ توسط آتش زمینی دشمن سرنگون شد. خلبان به سلامت از هواپیما خارج شده وتوسط نیروهای خودی یافت شد. چندین هواپیمای دیگر در جنگ آسیب دیدند، اما تعمیر شدند.
در سال ۱۹۶۴، ۱۶ فروند اف-۸۶اف مستقر در
بیسالانکا به دلیل فشار ایالات متحده به سرزمین اصلی پرتغال بازگشتند. آنها ۵۷۷ سورتی پرواز رزمی انجام داده بودند که ۴۳۰ مورد آن حمله زمینی و پشتیبانی هوایی نزدیک بود.

### نیروی هوایی شاهنشاهی ایران
آمریکا نیز در زمان پادشاهی محمد رضا شاه پهلوی ،۴۰ فروند از این هواپیما را بین سال‌های ۸–۱۹۵۷ مجانی و به عنوان کمک‌های نظامی به ایران اهدا نمود. این جنگنده در ایران در سال ۱۹۷۰ بازنشسته شد و ۳۰ فروند از آن‌ها در سال ۱۹۷۲ به پاکستان واگذار شد.
تیم آکروجت نیروی هوایی شاهنشاهی ایران مدتی از این هواپیما استفاده می‌کرد.

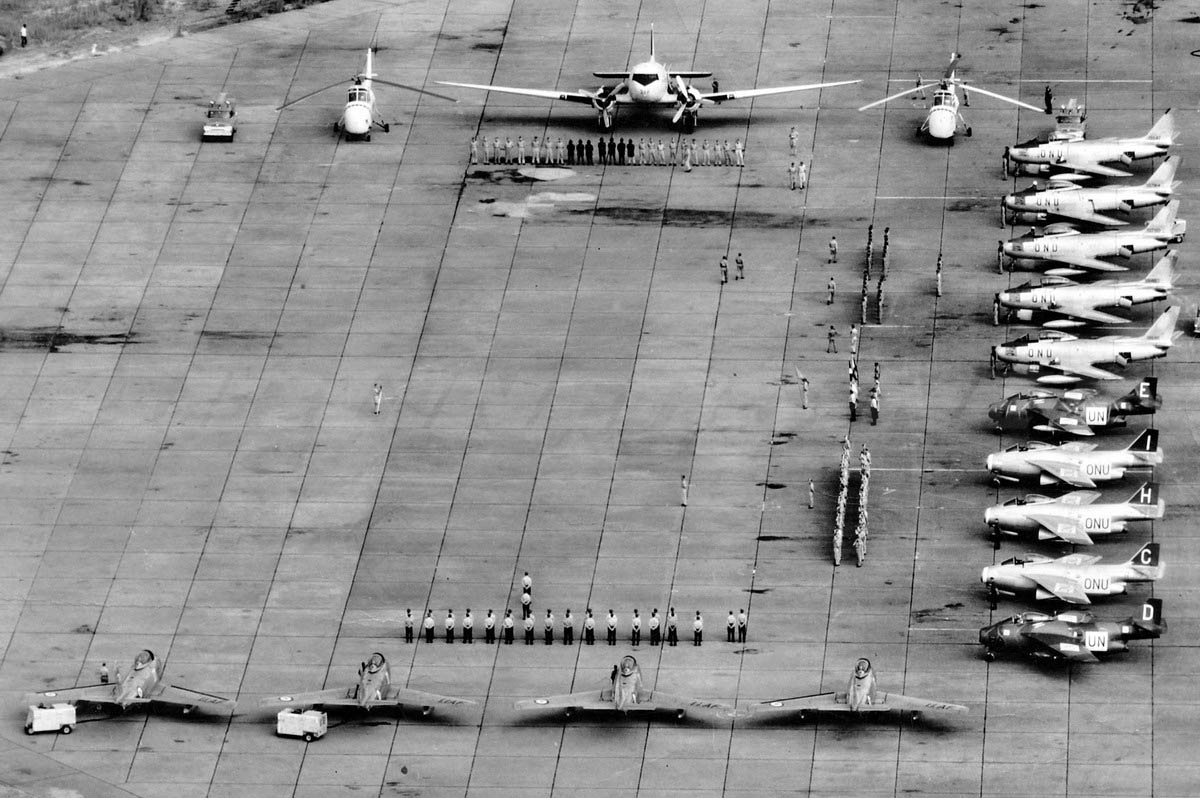
ناوگان سازمان ملل در عملیات کنگو؛ ۴ فروند هواپیمای نیروی هوایی شاهنشاهی ایران در پایین تصویر قابل مشاهده است.

تعدادی از این هواپیماها (احتمالا ۴ فروند) در عملیات سازمان ملل متحد در کنگو در سال ۱۹۶۰ به کار گرفته شد.

## گونه‌ها

### کاناداایر سیبر

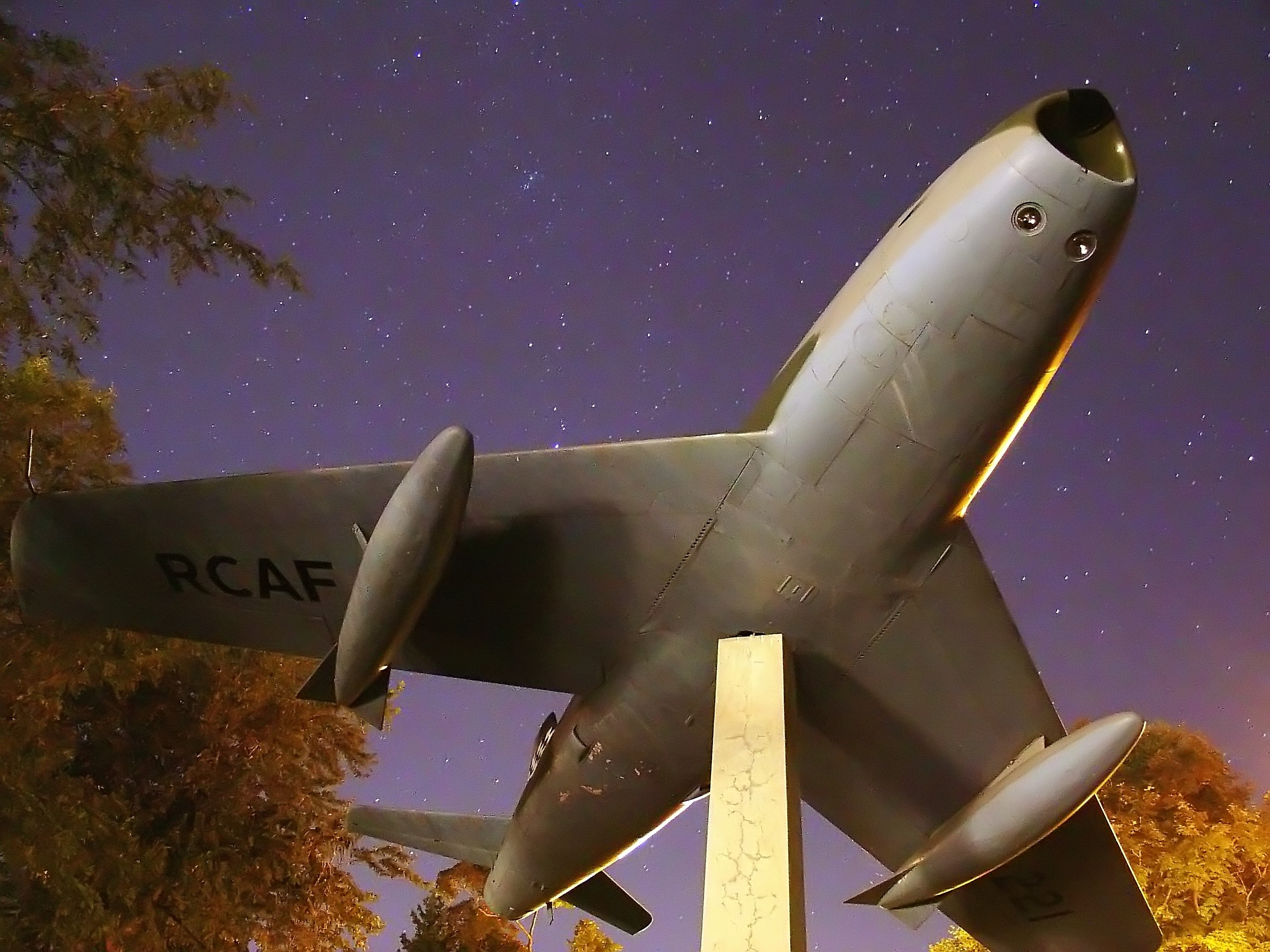
F-86 Sabre monument at the Royal Military College of Canada in Kingston, Ontario

اف-۸۶ همچنین توسط در کانادا با نام سی ال-۱۳ و توسط شرکت کانادا ایر تولید شد، تا جایگزین دی هویلند ومپایر گردد، گونه‌های تولید شده این هواپیما به شرح ذیل می‌باشند:
سیبر ام کی ۱
یک فروند تولید شد، نمونه آزمایشی اف-۸۶ ای
سیبر ام کی ۲
بر اساس (اف-۸۶ ایی) ۳۵۰ فروند تولید شد، ۶۰ فروند برای نیروی هوایی ایالات متحده آمریکا، ۳ فروند برای نیروی هوایی سلطنتی، ۲۸۷ فروند برای نیروی هوایی سلطنتی کانادا.
سیبر ام کی ۳
یک فروند در کانادا ساخته شد، برای آزمایش موتور جت اوراندا، تغییرات ساختاری برای تطبیق جنگنده با موتور جدید در این مدل انجام گرفت.
سیبر ام کی ۴
۴۳۸ فروند تولید شد، ۱۰ فروند برای نیروی هوایی سلطنتی کانادا و ۴۲۸ فروند برای نیروی هوایی سلطنتی با نام سیبر اف-۴.
سیبر ام کی ۵
۳۷۰ فروند تولید شد، بر اساس اف-۸۶ اف با موتور اوراندا که تمامی آنها به نیروی هوایی کانادا تحویل شدند، ۷۵ فروند بعداً به نیروی هوایی آلمان منتقل شد.
سیبر ام کی ۶
۶۵۵ فروند تولید شد، ۳۹۰ فروند به نیروی هوایی کانادا تحویل شد، ۲۲۵ فروند به لوفت وافه، ۶ فروند به نیروی هوایی کلمبیا و ۳۴ فروند به آفریقای جنوبی تحویل داده شدند.

### خلاصه اطلاعات هواپیماهای تولیدی
- تولید شده توسط نورث امریکن اوییشن ۶٬۲۹۷ فروند اف-۸۶ و ۱٬۱۱۵ فروند فیوری
- تولید شده توسط کانادا ایر ۱٬۸۱۵ فروند
- تولید شده توسط سی ای سی استرالیا ۱۱۲ فروند
- تولید شده توسط فیات ۲۲۱ فروند
- تولید شده توسط میتسوبیشی ۳۰۰ فروند
- تعداد کل  سیبر و فیوری تولید شده ۹٬۸۶۰ فروند .

### هزینه‌های تولید
|                                           | اف-۸۶ای   | اف-۸۶دی | اف-۸۶ایی | اف-۸۶اف | اف-۸۶اچ | اف-۸۶کی | اف-۸۶ال |
| ----------------------------------------- | --------- | ------- | -------- | ------- | ------- | ------- | ------- |
| هزینه‌های تحقیق و توسعه برنامه             | ۴٬۷۰۷٬۸۰۲ |         |          |         |         |         |         |
| بدنه                                      | ۱۰۱٬۵۲۸   | ۱۹۱٬۳۱۳ | ۱۴۵٬۳۲۶  | ۱۴۰٬۰۸۲ | ۳۱۶٬۳۶۰ | ۳۳۴٬۶۳۳ |         |
| پیشرانه (موتور)                           | ۵۲٬۹۷۱    | ۷۵٬۰۳۶  | ۳۹٬۹۹۰   | ۴۴٬۶۶۴  | ۲۱۴٬۶۱۲ | ۷۱٬۴۷۴  |         |
| الکترونیک                                 | ۷٬۵۷۶     | ۷٬۰۵۸   | ۶٬۳۵۸    | ۵٬۶۴۹   | ۶٬۸۳۱   | ۱۰٬۳۵۴  |         |
| تسلیحات                                   | ۱۶٬۳۳۳    | ۶۹٬۹۸۶  | ۲۳٬۶۴۵   | ۱۷٬۶۶۹  | ۲۷٬۵۷۳  | ۲۰٬۱۳۵  |         |
| مهمات                                     |           | ۴۱۹     | ۴٬۱۳۸    | ۳٬۰۴۷   | ۱۷٬۱۱۷  | ۴٬۷۶۱   |         |
| هزینه‌های پرواز                            | ۱۷۸٬۴۰۸   | ۳۴۳٬۸۳۹ | ۲۱۹٬۴۵۷  | ۲۱۱٬۱۱۱ | ۵۸۲٬۴۹۳ | ۴۴۱٬۳۵۷ | ۳۴۳٬۸۳۹ |
| هزینه‌های تعمیر و نگهداری در هر ساعت پرواز |           |         | ۱۳۵      | ۴۵۱     |         |         | ۱۸۷     |

یاداشت: هزینه‌ها بر اساس ارزش دلار ایالات متحده آمریکا در سال ۱۹۵۰ بوده و با تورم تعدیل نگردیده است.

## کاربران

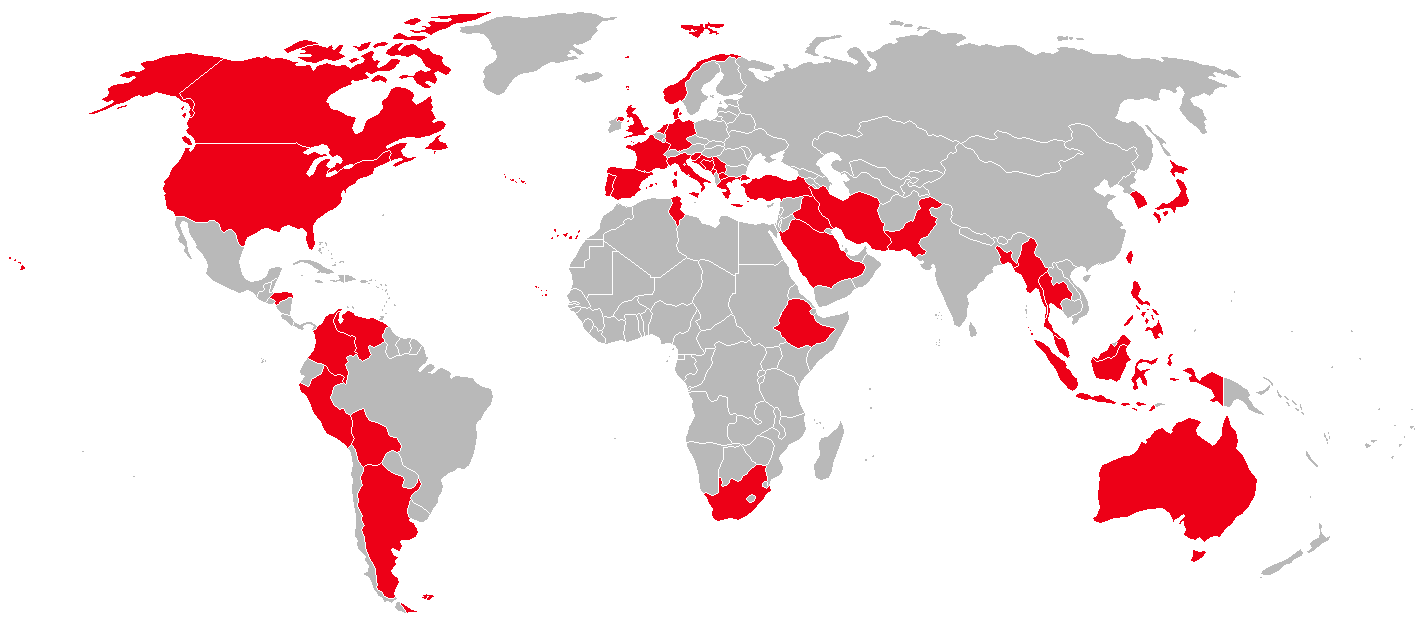
کاربران پیشین اف-۸۶

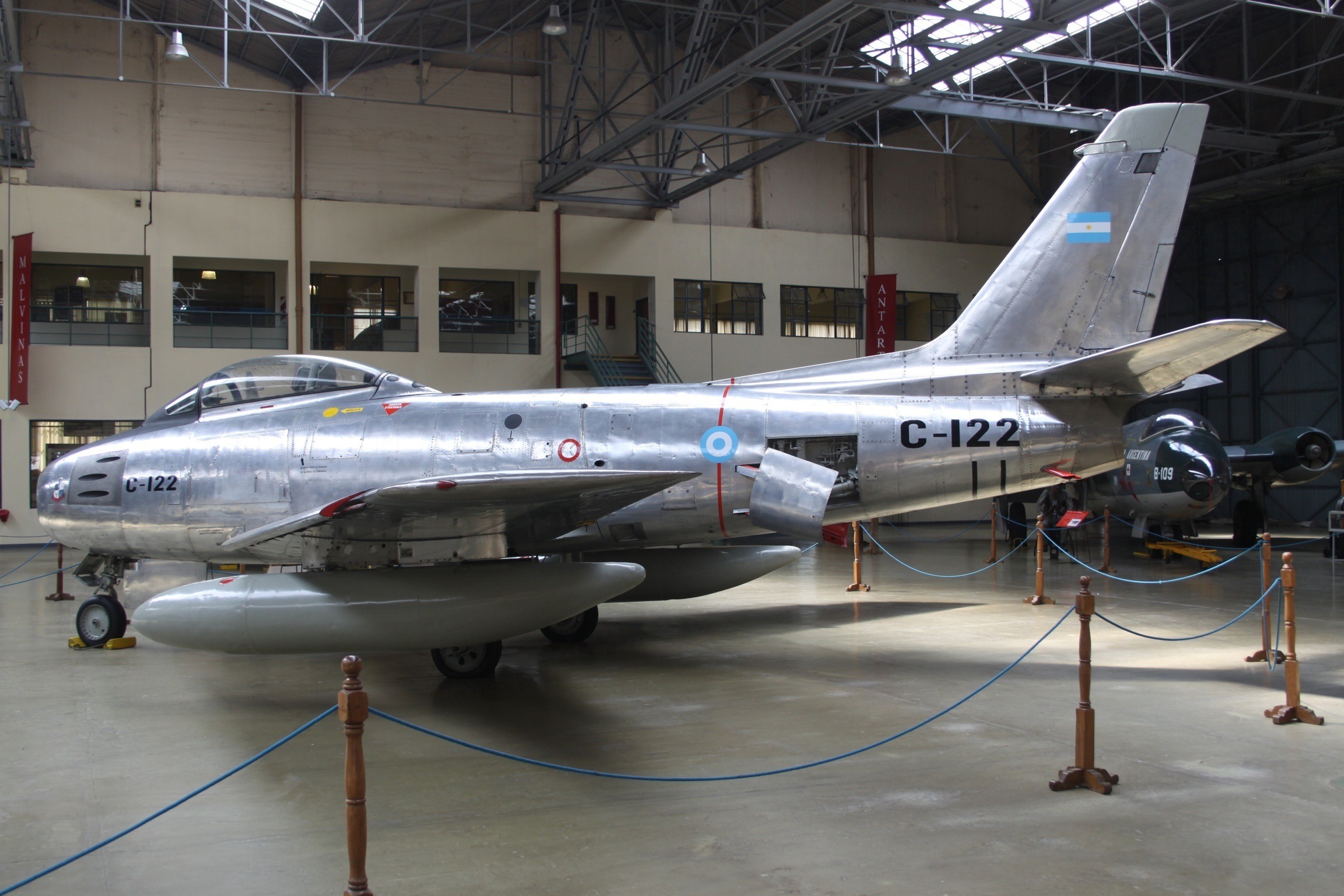
یک فروند اف-۸۶ اف. ۳ از ناوگان نیروی هوایی آرژانتین در موزه ملی هوانوردی آرژانتین

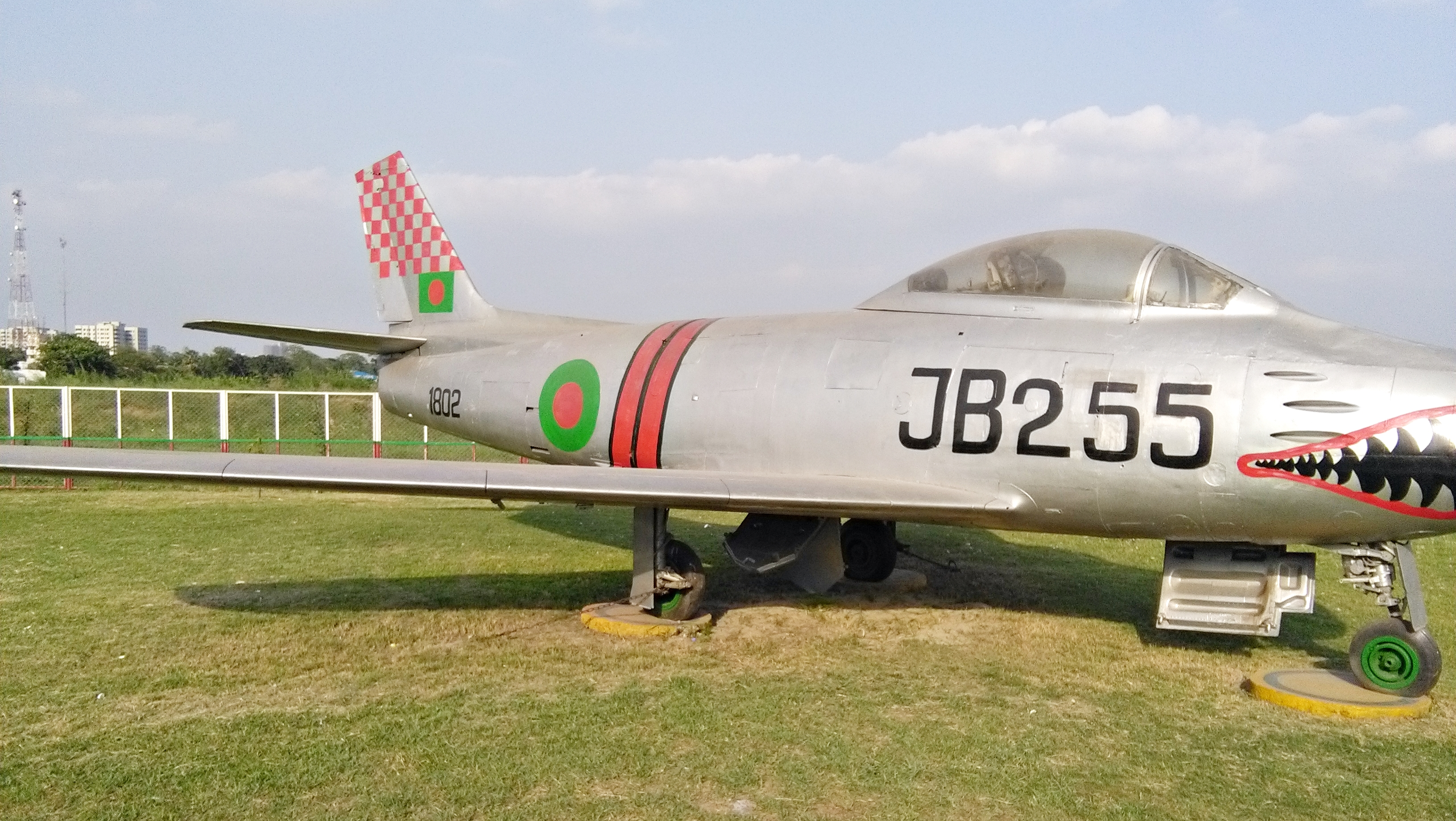
اف-۸۶ اف از ناوگان نیروی هوایی بنگلادش (BAF) در موزه هوایی BAF

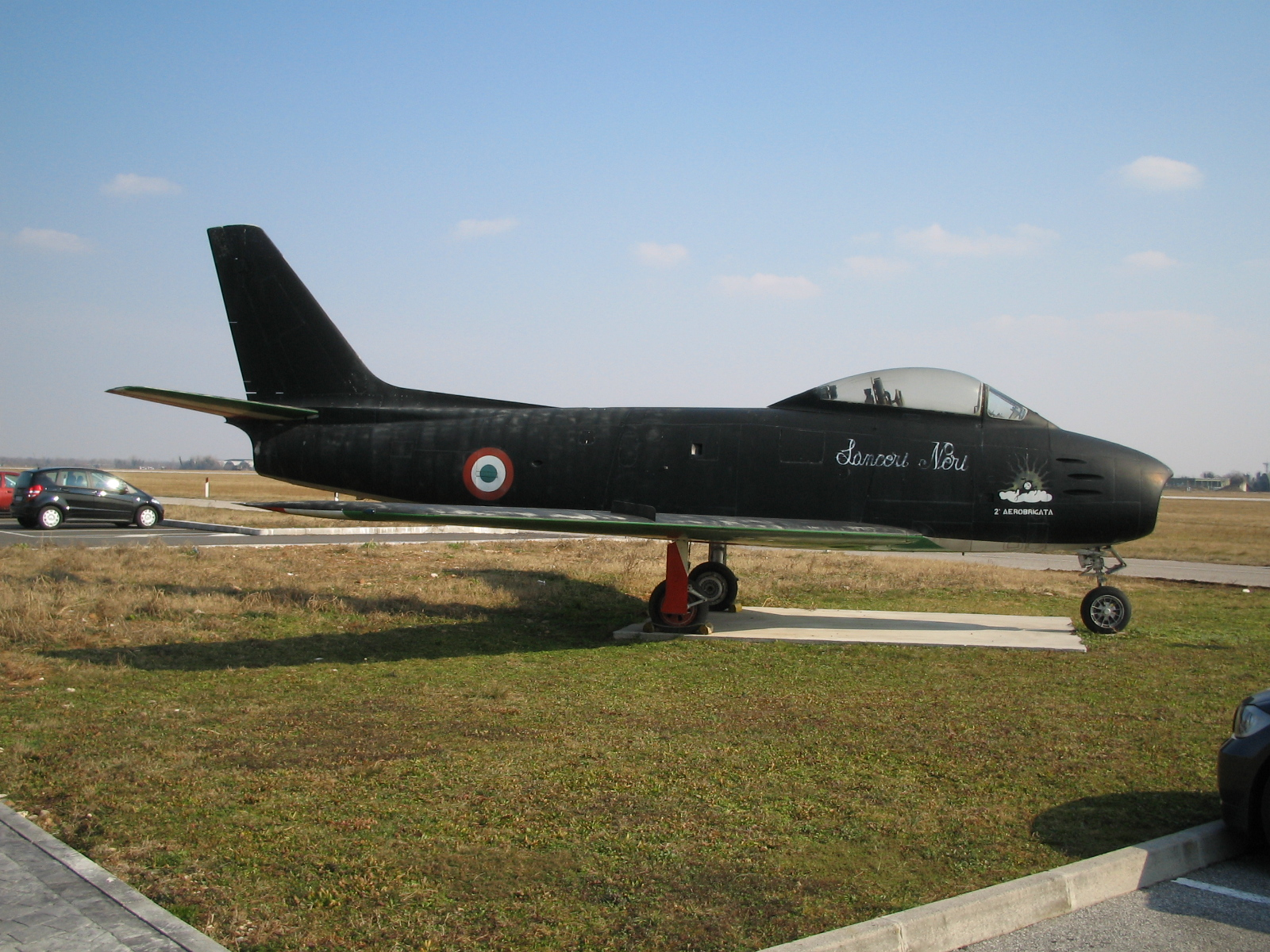
اف-۸۶ سیبر، از ناوگان نیروی هوایی ایتالیا

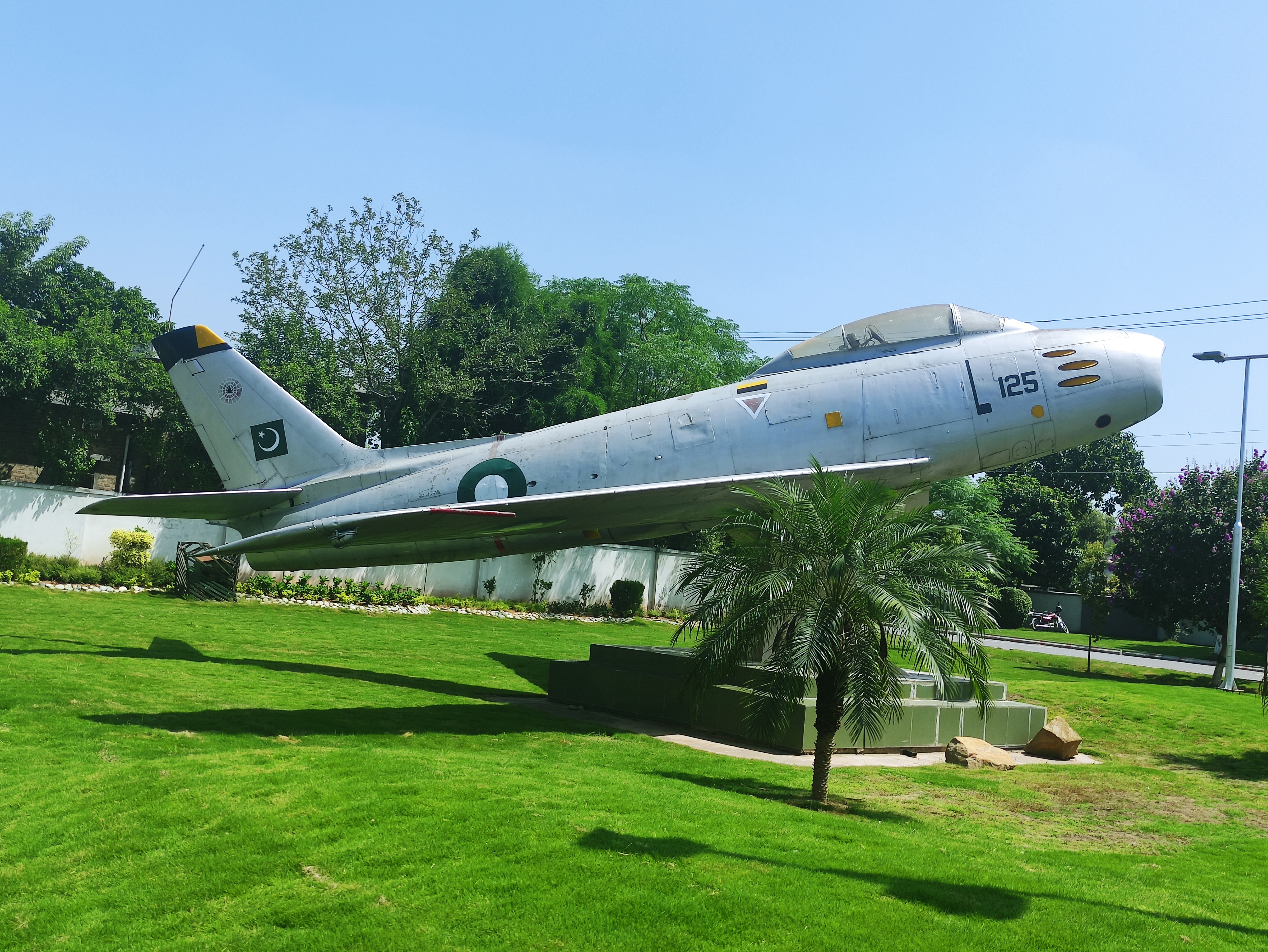
بک فروند اف-۸۶ اف نیروی هوایی پاکستان از گُردان هوایی (اسکادران) شماره ۲۶ درپایگاه نیروی هوایی پاکستان در چاکلالا

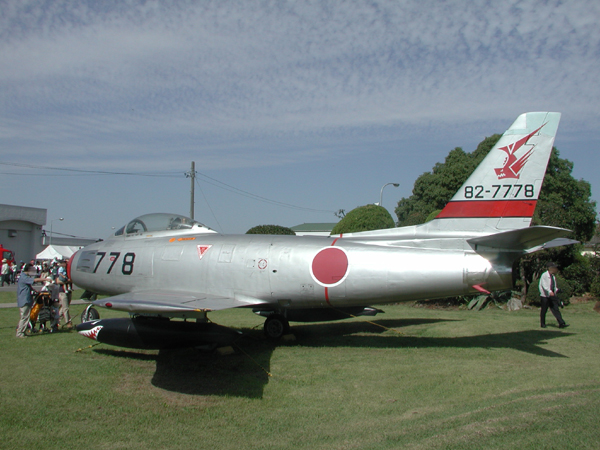
اف-۸۶ Kyokukō متعلق بهJASDF در فرودگاه کوماتسو

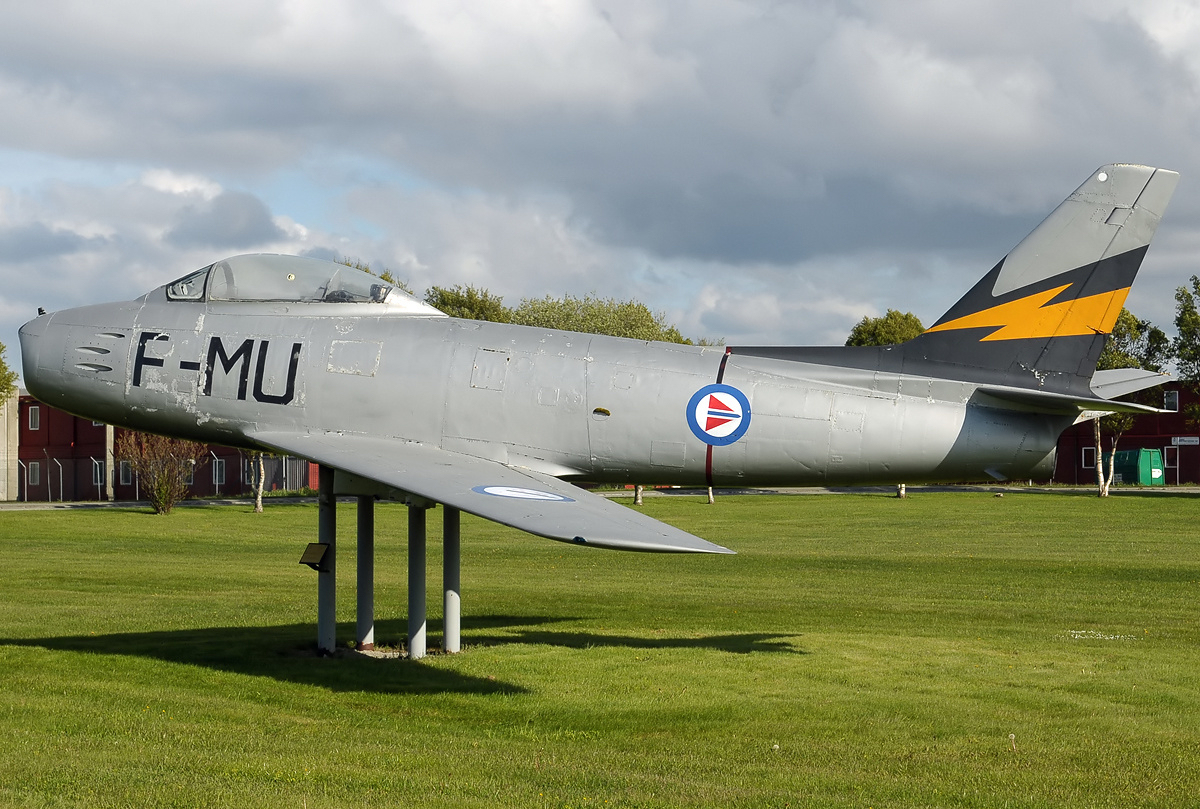
یک فروند اف-۸۶ اف سیبر نیروی هوایی سلطنتی نروژ

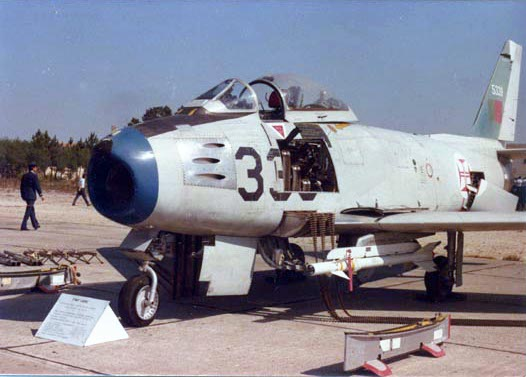
اف-۸۶اف نیروی هوایی پرتغال در پایگاه هوایی مونت ریل

آرژانتین
- نیروی هوایی آرژانتین

در ۲۶ سپتامبر ۱۹۶۰، تعداد ۲۸ فروند دریافت نمود که با شماره سریال‌های CA-101 تا CAA-128 ثبت شدند. سیبرها قبل از شروع جنگ فالکلند در وضعیت ذخیره بودند، اما برای تقویت دفاع هوایی در برابر دخالت احتمالی شیلی به خدمت بازگردانده شدند. سرانجام در سال ۱۹۸۶ بازنشسته شدند.
 استرالیا
- نیروی هوایی سلطنتی استرالیا

 بنگلادش
- نیروی هوایی بنگلادش

۸ فروند اف-۸۶–۴۰-ان ای را از پاکستان دریافت نمود، از خدمت خارج شده‌اند
 بلژیک
- نیروی هوایی بلژیک

۵ فروند اف-۸۶ اف تحویل داده شد، بدون واحد عملیاتی.
 بولیوی
- نیروی هوایی بولیوی[۸۱][۸۲]

 کانادا
- نیروی هوایی سلطنتی کانادا

 کلمبیا
- نیروی هوایی کلمبیا
- چهار فروند اف-۸۶ اف از نیروی هوایی اسپانیا، پنج اف-۸۶ اف از نیروی هوایی ایالات متحده آمریکا و ۹ فروند دیگر از نوع کانادایی آن ام.کی. ۶ را خریداری نمود. و به اسکادران جنگنده-بمب افکن اختصاص داده شده.

 دانمارک
- نیروی هوایی پادشاهی دانمارک

۵۹ فروند، اف-۸۶ دی-۳۱ ان ای (۳۸ فروند) و اف-۸۶ دی ۳۶ ان ای (۲۱ فروند) را در طی سالهای ۱۹۵۸ الی ۱۹۶۶ در اسکادران‌های ESK 723, ESK 726, ESK 728 در خدمت داشت.
 اتیوپی
- نیروی هوایی اتیوپی

۱۴ فروند اف-۸۶ اف را در سال ۱۹۶۰ دریافت نمود
 آلمان غربی
- نیروی هوایی آلمان (لوفت وافه)

به نورث امریکن اف-۸۶دی سیبر و کاناداایر سیبر مراجعه شود.
 هندوراس
- نیروی هوایی هندوراس

۱۰ فروند سی. ال ۱۳ ام.کی. ۲ (اف-۸۶ ایی) را از یوگسلاوی تحویل گرفت.
 ایران
- نیروی هوایی شاهنشاهی ایران: ۴۰ فروند از این هواپیما بین سال‌های ۸–۱۹۵۷ به عنوان کمک‌های نظامی به ایران اهدا شد.[۸۵]

 عراق
- نیروی هوایی عراق

تعدادی از این هواپیما خریداری شد اما هرگز عملیاتی نشده و برگردانده شد.
 ژاپن
- نیروی هوایی دفاع‌ازخود ژاپن (JASDF)

۱۸۰ فروند اف-۸۶ اف ساخت ایالات متحده آمریکا، را در سالهای ۱۹۵۵–۱۹۵۷ به در اختیار گرفت. میتسوبیشی، ۳۰۰ فروند اف-۸۶ اف را تحت لیسانس در سالهای ۱۹۵۶–۱۹۶۱ تولید نموده و به ۱۰ گردان هوایی (اسکادران) جنگنده اختصاص یافتند. JASDF مدل اف-۸۶ اف را "Kyokukō" (به  ژاپنی 旭光، به معنی «طلوع پرتو خورشید») و اف-۸۶ دی را "Gekkō" (به  ژاپنی 月光، به معنی «نور ماه») نامید. در سال ۱۹۶۲ برای تیم آکروجت نیروی هوایی ژاپن Blue Impulse «تکانه آبی»، ۱۸ فروند مدل اف به نسخه شناسایی تبدیل شدند. برخی از هواپیماها به عنوان هواپیماهای بدون سرنشین به پایگاه هوایی تسلیحات نیروی دریایی چاینا لیک، در کالیفرنیا بازگردانده شدند.
 نروژ
- نیروی هوایی سلطنتی نروژ

۱۱۵ فروند اف-۸۶ اف، را در سالهای ۱۹۵۷ الی ۱۹۵۸ به دست آورد. هواپیماهای مذکور به هفت گُردان هوایی (اسکادران) به شماره‌های ۳۳۱، ۳۳۲، ۳۳۴، ۳۳۶، ۳۳۷، ۳۳۸ و ۳۳۹ اختصاص یافتند.
 پاکستان
- نیروی هوایی پاکستان

۱۰۲ فروند اف-۸۶ اف ۳۵ ان. ای و اف-۸۶ اف ۴۰ ان. ای ساخت ایالات متحده که آخرین تولیدات نورث امریکن اوییشن از این نوع بودند را در طی سالهای ۱۹۵۴الی ۱۹۶۰ در اختیار گرفت.
 پرو
- نیروی هوایی پرو

۲۶ فروند اف-۸۶ اف ساخت ایالات متحده را در سال ۱۹۵۵ در اختیار گرفت که به گُردان هوایی ۱۱۱، گروه هوایی ۱۱ در پایگاه نیروی هوایی تالارا اختصاص داده شده و در سال ۱۹۷۹ بازنشسته شدند.
 فیلیپین
- نیروی هوایی فیلیپین

۵۰ فروند اف-۸۶ اف در سال ۱۹۵۷ در اختیار گرفت، که در اواخر دهه ۱۹۷۰ بازنشسته شدند.
 پرتغال
- نیروی هوایی پرتغال

در مجموع ۶۵ فروند در اختیار داشت: ۵۰ فروند اف-۸۶ اف ساخت ایالات متحده که در سال ۱۹۵۸ از اسکادران بمب افکن جنگنده ۵۳۱ نیروی هوایی ایالات متحده واقع درچمبلی منتقل شد و ۱۵ فروند سابقاً در خدمت ناوگان نیروی هوایی سلطنتی نروژ بود. در پرتغال، آنها در گُردان هوایی (اسکاردران) ۲۰۱ (که قبل از تغییر نام در سال ۱۹۷۸ به عنوان گُردان هوایی ۵۰ و بعداً گردان هوایی ۵۱ شناخته می‌شد) و اسکادران ۵۲، هر دو در پایگاه هوایی شماره ۵، مونت رئال، خدمت کردند. در سال ۱۹۶۱، نیروی هوایی پرتغال برخی از اف-۸۶ اف‌های خود را در گینه پرتغال مستقر کرد، جایی که آنها گروه ۵۲ را در پایگاه فرودگاه شماره ۲، بیسالانکا/بیسائو تشکیل دادند.
 تایوان
- نیروی هوایی جمهوری چین

انواع اف-۸۶ ساخت ایالات متحده آمریکا را به شرح ذیل تحویل گرفت:
۳۲۰ فروند اف-۸۶ اف
۷ فروند آراف-۸۶ اف
۱۸ فروند اف-۸۶ دی
۱۸ فروند اف-۸۶ دی به ارتش ایالات متحده بازگشت داده شد و در سال ۱۹۶۶ ایالات متحده ۶ فروند از آنها را به نیروی هوایی جمهوری کره، و ۸ فروند باقی مانده را به نیروی هوایی فیلیپین ارسال نمود.
 عربستان سعودی
- نیروی هوایی سلطنتی سعودی

۱۶ فروند اف-۸۶ اف ساخت ایالات متحده را در سال ۱۹۵۸ و سه فروند اف از نروژ در سال ۱۹۶۶ به دست آورده و آنها را در گُردان هوایی شماره ۷ در ظهران به خدمت گرفت.
 آفریقای جنوبی
- نیروی هوایی آفریقای جنوبی

 کره جنوبی
- نیروی هوایی جمهوری کره

 اسپانیا
- نیروی هوایی اسپانیا

 تایلند
- نیروی هوایی سلطنتی تایلند

در سال ۱۹۶۲، ۴۰ فروند اف-۸۶ اف ساخت ایالات متحده آمریکا را در اختیار گرفت و آنها رادر گُردان‌های هوایی شماره ۱۳٬۱۲ و ۴۳ به خدمت گرفت.
 تونس
- نیروی هوایی تونس

۱۵ فروند اف-۸۶ اف ساخت ایالات متحده را در سال۱۹۶۹ خریداری نمود.
 ترکیه
- نیروی هوایی ترکیه

 سازمان ملل متحد
- تعدادی از این هواپیما از سوی کشورهای ایران، ایتالیا و اتیوپی در عملیات سازمان ملل متحد در کنگو به کار گرفته شد.

 ایالات متحده آمریکا
 ونزوئلا
 یوگسلاوی

## حمل و نقل هوایی
طبق گزارش اداره هوانوردی فدرال، ۵۰ فروند اف-۸۶ خصوصی در ایالات متحده ثبت شده است.

## مشخصات (اف-۸۶ اف-۴۰-ان ای)

طرح سه نمای جنگنده اف-۸۶ اف.

داده‌ها از The North American Sabre and North American F-86F-40-NA
ویژگی‌های عمومی
- خدمه: ۱
- طول: ۳۷ فوت ۱ اینچ (۱۱٫۳۰ متر)
- پهنای بال: ۳۹ فوت ۱ اینچ (۱۱٫۹۱ متر)
- ارتفاع: ۱۴ فوت ۱ اینچ (۴٫۲۹ متر)
- مساحت بال‌ها: ۳۱۳٫۴ فوت مربع (۲۹٫۱۲ متر مربع)
- ایرفویل: ریشه بال: NACA 0009-64 mod.; نوک بال‌ها: NACA 0008.1-64 mod.[۸۹]
- وزن خالی: ۱۱٬۱۲۵ پوند (۵٬۰۴۶ کیلوگرم)
- وزن ناخالص: ۱۵٬۱۹۸ پوند (۶٬۸۹۴ کیلوگرم)
- بیشترین وزن برخاست: ۱۸٬۱۵۲ پوند (۸٬۲۳۴ کیلوگرم)
- ظرفیت سوخت: (سوخت جت جِی. پی-۴): ۴۳۷ گالون آمریکایی (۳۶۴ گالون بریتانیایی؛ ۱٬۶۵۰ لیتر) مخزن داخلی + ۲ مخزن سوخت بیرونی به ظرفیت ۲۰۰ گالون آمریکایی (۱۷۰ گالون بریتانیایی؛ ۷۶۰ لیتر)
- پیشرانه: ۱ عدد توربوجت جنرال الکتریک جی۴۷, ۵٬۹۱۰ پوند-نیرو (۲۶٫۳ کیلونیوتن) thrust

عملکرد
- حداکثر سرعت: ۶۸۷ مایل بر ساعت (۱٬۱۰۶ کیلومتر بر ساعت، ۵۹۷ گره) در سطح دریا ۱۴٬۲۱۲ پوند (۶٬۴۴۶ کیلوگرم) باوزن رزمی

۶۷۸ مایل بر ساعت (۵۸۹ گره؛ ۱٬۰۹۱ کیلومتر بر ساعت)
۵۹۹ مایل بر ساعت (۵۲۱ گره؛ ۹۶۴ کیلومتر بر ساعت) در ۳۵٬۰۰۰ فوت (۱۰٬۶۶۸ متر) با ۱۵٬۳۵۲ پوند (۶٬۹۶۴ کیلوگرم)
۵۹۷ مایل بر ساعت (۵۱۹ گره؛ ۹۶۱ کیلومتر بر ساعت) در ۲۱٬۱۴۸ فوت (۶٬۴۴۶ متر)
۵۹۹ مایل بر ساعت (۵۲۱ گره؛ ۹۶۴ کیلومتر بر ساعت) در ۲۲٬۸۳۵ فوت (۶٬۹۶۰ متر)
- سرعت واماندگی: ۱۲۴ مایل بر ساعت (۲۰۰ کیلومتر بر ساعت، ۱۰۸ گره)
- بُرد: ۱٬۵۲۵ مایل (۲٬۴۵۴ کیلومتر، ۱٬۳۲۵ مایل دریایی)
- بُرد رزمی: ۴۱۴ مایل (۶۶۶ کیلومتر، ۳۶۰ مایل دریایی) با دو بمب ۱٬۰۰۰ پوند (۴۵۴ کیلوگرم) و ۲ عدد مخزن سوخت بیرونی۲۰۰ گالون آمریکایی (۱۷۰ گالون بریتانیایی؛ ۷۶۰ لیتر)[۹۰]
- حداکثر ارتفاع: ۴۹٬۶۰۰ فوت (۱۵٬۱۰۰ متر) باوزن رزمی
- نرخ صعود: ۹٬۰۰۰ فوت بر دقیقه (۴۶ متر بر ثانیه) در سطح دریا
- زمان اوج‌گیری: ۳۰٬۰۰۰ فوت (۹٬۱۴۴ متر) در ۵ دقیقه و ۱۲ ثانیه
- برآر به پسار: ۱۵
- نیرو/وزن: ۰٫۴۲

تسلیحات

- اسلحه‌ها: ۶ قبضه تیربار سنگین کالیبر ۵۰ بی‌ام‌جی (۱۲٫۷ میلی‌متری) از نوع ام۳ برونینگ در مجموع دارای ۱٬۸۰۰ گلوله
- راکت‌ها: انواع گوناگون، به عنوان مثال: ۲ غلاف راکت ماترا با ۱۸ راکت ۶۸ میلی‌متری SNEB در هر غلاف
- بمب‌ها: ۵٬۳۰۰ پوند (۲٬۴۰۰ کیلوگرم) محموله بر روی چهار آویزگاه خارجی تسلیحات، بمب‌ها معمولاً روی آویزگاه بیرونی نصب می‌شدند، زیرا آویزگاه‌های داخلی برای حمل دو مخزن سوخت بیرونی به ظرفیت ۲۰۰ گالن آمریکایی (۷۶۰ لیتر) استفاده می‌شدند که برد مفیدتری به هواپیما می‌داد. جنگنده طیف گسترده‌ای از بمب‌ها را می‌توانست حمل کند. (حداکثر بارگذاری استاندارد دو بمب ۱۰۰۰ پوندی (۴۵۰ کیلوگرمی) به اضافه دو مخزن سوخت بیزونی)، حامل‌های ناپالم یا یک سلاح هسته ای تاکتیکی.

### استنادات
1. ↑  "F-86 Sabre — Nine Fascinating Facts About America's Iconic Cold War Jet Fighter". 9 October 2018.
2. ↑  "F-86 Sabre Jet".
3. ↑  "F-86H Sabre an overlooked gem at Museum of Aviation". 30 August 2016.
4. ↑  "North American F-86F – Vintage Flying Musem".
5. 1 2  Winchester 2006, p. 184.
6. ↑  Goebel, Greg. "Sabre Ancestor: FJ-1 Fury." vectorsite.net. Retrieved: 19 July 2011.
7. 1 2 3  (Werrell 2005، ص. 5.)
8. ↑  (Werrell 2005، ص. 6.)
9. 1 2  "North American F-86." Aviation History On-line Museum. Retrieved: 20 August 2010.
10. 1 2  Lednicer, David. "The Incomplete Guide to Airfoil Usage." بایگانی‌شده  در ۲۰ آوریل ۲۰۱۰ توسط Wayback Machine ae.illinois.edu, 15 October 2010. Retrieved: 19 July 2011.
11. ↑  Blair 1980.
12. ↑  Radinger and Schick 1996, p. 15.
13. ↑  Willy and Schick 1996, p. 32.
14. ↑  Bevan, Duncan. "F-86 Sabre wings explained." بایگانی‌شده  در ۲۶ ژوئیه ۲۰۱۱ توسط Wayback Machine tripod.com. Retrieved: 7 June 2011.
15. 1 2  (Werrell 2005، صص. 9–10.)
16. ↑  "North American F-86 Sabre (Day-Fighter A, E and F Models)." بایگانی‌شده  در ۲۴ فوریه ۲۰۱۵ توسط Wayback Machine National Museum of the United States Air Force. Retrieved: 7 June 2011.
17. ↑  "Planes of Perrin, North American F-86L "Dog Sabre." perrinairforcebase.net. Retrieved: 20 August 2010.
18. ↑  "Planes of Perrin, North American F-86L "Dog Sabre." perrinairforcebase.net. Retrieved: 20 August 2010.
19. ↑  Joos 1971, p. 3.
20. ↑  Wagner, The North American Sabre Retrieved: 20 August 2010.
21. 1 2  Knaack 1978, p. 52.
22. ↑  Leyes 1999, pp. 243, 530.
23. ↑  Goebel, Greg (August 1, 2002). "F-86E Through F-86L". faqs.org. Retrieved November 27, 2017.
24. ↑  "North American F-86H Sabre". National Museum of the US Air Force. May 29, 2015. Retrieved November 7, 2017.
25. ↑  Dunlap 1948, pp. 310–311.
26. 1 2  "To Snatch a Sabre". Smithsonianmag.com. Retrieved 2 March 2022.
27. ↑  Hoover 1997, pp. 184–185.
28. 1 2  Thompson, Warren. "Sabre: The F-86 in Korea." Flight Journal, December 2002. Retrieved: 30 June 2011.
29. ↑  "Evaluation of Aircraft-Armament Installation (F-86F with 206 RK Guns)" (PDF). apps.dtic.mil. Archived from the original (PDF) on 2022-03-08. Retrieved 2023-09-25.
30. 1 2  Ray Wagner, The North American Sabre
31. 1 2  "Fact Sheet: The United States Air Force in Korea." بایگانی‌شده  در ۱۶ ژوئیه ۲۰۰۷ توسط Wayback Machine National Museum of the United States Air Force. Retrieved: 7 June 2011.
32. 1 2  " 'Bud' Mahurin." acepilots/com. Retrieved: 20 August 2010.
33. ↑  "USAF Organizations in Korea, Fighter-Interceptor 4th Fighter-Interceptor Wing." Maxwell Air Force Base. Retrieved: 30 June 2011.
34. ↑  McGregor, Col. P. M. J. "The History of No 2 Squadron, SAAF, in the Korean War." rapidttp.com. Retrieved: 19 July 2011.
35. ↑  American Aviation Historical Society, Vol. 30, 1985.
36. ↑  Thompson and McLaren 2002
37. ↑  (Brune 1996، ص. 215)
38. 1 2  Stillion, John and Scott Perdue. "Air Combat Past, Present and Future." بایگانی‌شده  در ۶ اکتبر ۲۰۱۲ توسط Wayback Machine Project Air Force, Rand, August 2008. Retrieved" 11 March 2009.
39. ↑  Igor Seidov and Stuart Britton. Red Devils over the Yalu: A Chronicle of Soviet Aerial Operations in the Korean War 1950–53 (Helion Studies in Military History). Helion and Company 2014. شابک ‎۹۷۸−۱۹۰۹۳۸۴۴۱۵. Page: 554.
40. ↑  Zhang, Xiaoming. Red Wings over the Yalu: China, the Soviet Union, and the Air War in Korea (Texas A&M University Military History Series). College Station, Texas: Texas A&M University, 2002. شابک ‎۹۷۸−۱−۵۸۵۴۴−۲۰۱−۰.
41. ↑  Kum-Suk No and J. Roger Osterholm. A MiG-15 to Freedom: Memoir of the Wartime North Korean Defector who First Delivered the Secret Fighter Jet to the Americans in 1953. McFarland, 2007. شابک ‎۹۷۸−۰۷۸۶۴۳۱۰۶۹. Page 142.
42. ↑  "Korean War Air Loss Database (KORWALD)" (PDF). Archived from the original (PDF) on 17 June 2019. Retrieved 21 March 2016.
43. ↑  Sewell, Stephen L. "Russian Claims from the Korean War 1950–53." بایگانی‌شده  در ۱ نوامبر ۲۰۰۶ توسط Wayback Machine korean-war.com. Retrieved: 19 July 2011.
44. ↑  Zhang, Xiaoming. Red Wings over the Yalu: China, the Soviet Union, and the Air War in Korea. College Station, Texas: Texas A&M University Press, 2002. شابک ‎۱−۵۸۵۴۴−۲۰۱−۱.
45. ↑  Zampini, Diego. "Lt. Col. George Andrew Davis." acepilots.com, 8 July 2011. Retrieved: 20 August 2010.
46. ↑  Dorr, Robert F. , Jon Lake and Warren E. Thompson. Korean War Aces. London: Osprey Publishing, 2005. شابک ‎۱−۸۵۵۳۲−۵۰۱−۲.
47. ↑  "Welcome to the Air Combat Information Group". Archived from the original on 4 June 2013.
48. ↑  "USAF Losses in Korea". Alternatewars.com. Archived from the original on 18 November 2022. Retrieved 2 March 2022.
49. ↑  ""Six were written off during action."/F-86F in Foreign Service. Joe Baugher. 1999". Archived from the original on 31 January 2019. Retrieved 21 February 2019.
50. ↑  "Taiwan in Time: 'MiG busters' in action - Taipei Times". 3 July 2016.
51. ↑  Robbins, Robby. "323 Death Rattlers." بایگانی‌شده  در ۲۹ مه ۲۰۱۵ توسط Wayback Machine inreach.com. Retrieved" 20 August 2010.
52. ↑  Khan, Muhammad Zafrulla; Emmerson, John K. (1954). "United States-Pakistan Mutual Defense Assistance Agreement (May 19, 1954)". Middle East Journal. Middle East Institute. 8 (3): 338–340. JSTOR 4322618.
53. ↑  "PAF Sabre Draws First Blood". DefenceJournal. Archived from the original on 11 January 2001.
54. ↑  "The First Blood, Rawalpindi". Pakistan Air Force. 10 April 1959. Archived from the original on 26 August 2022. Retrieved 29 September 2022.
55. ↑  Azmat Ansari (4 March 2020). "Forgotten PAF heroes". Dawn.
56. 1 2  Gp Capt Sultan M Mali. "F-86 F&E Sabres in Pakistan Air Force". Defence Journal. Archived from the original on 21 February 2001.
57. ↑  Flight Magazine 1990 or The Encyclopaedia of World Air Forces
58. ↑  Air Commodore Jamal Hussain (Ret'd). "Excellence in Air Combat:PAF's Forte". Defence Journal. Archived from the original on 3 January 2003.
59. ↑  "Pakistan's Air Power" (PDF). Flight International. No. 5 May 1984. p. 1208. Archived from the original on 30 April 2013. Retrieved 22 October 2009..
60. ↑  Kaiser Tufail (10 August 2018).  Col John Andreas Olsen (ed.). "Routledge Handbook of Air Power". Defence Journal. Routledge, London and New York.
61. 1 2  "1965 Losses." بایگانی‌شده  در ۲۱ ژوئیه ۲۰۰۶ توسط Wayback Machine bhart-rakshak.com. Retrieved: 20 August 2010.
62. ↑  Rakshak, Bharat. "IAF Kills in 1965." بایگانی‌شده  در ۵ نوامبر ۲۰۰۶ توسط Wayback Machine bharat-rakshak.com. Retrieved: 20 August 2010.
63. ↑  "Devastation of Pathankot". Defence Journal. Archived from the original on 2001-01-11.
64. ↑  Syed Sajad Haider. Flight of the falcon. Vanguard Books, Lahore.
65. ↑  "Tail Choppers:Birth of a Legend". Defence Journal. Archived from the original on 2019-09-15. Retrieved 20 August 2010.
66. ↑  Moiz Khan (23 Sep 2022). "1965 Air War and the PAF's Air Dominance". Centre for Aerospace and Security Studies. India lost minimum of 66 aircraft, in which 39 were destroyed by the PAF in its air to ground strikes.[پیوند مرده]
67. ↑  Air Chief Marshal Anwar Shamim. Cutting Edge PAF – via Amazon.com.
68. ↑  South Asian Military Handbook. United States Central Intelligence Agency. 1973. pp. GLOS -12. The US F-86 fighter has long been the mainstay of the Pakistan Air Force, and in spite of its subsonic performance, Islamabad is still seeking more. They were heavily committed during the 1971 war. Bangladesh captured about eight F-86s at the end of the war, but needs spare parts and technical assistance to keep them operational.
69. ↑  ""India and Pakistan: Over the Edge." Time, 13 December 1971. Retrieved: 11 March 2009.
70. 1 2  "1971 Indo-Pakistani war." بایگانی‌شده  در ۲۵ فوریه ۲۰۲۰ توسط Wayback Machine subcontinent.com. Retrieved: 30 June 2011.
71. ↑  Pillarisetti, Jagan. "Pakistani Air Losses of the 1971 War (Official List)". www.bharat-rakshak.com (به انگلیسی). Archived from the original on 6 May 2021. Retrieved 2021-05-11.
72. ↑  Tufail, Air Cdre M. Kaiser."It is the Man Behind the Gun." بایگانی‌شده  در ۱۲ نوامبر ۲۰۲۰ توسط Wayback Machine defencejournal.co, 2001. Retrieved: 25 November 2015.
73. ↑  "IAF Losses in 1971." بایگانی‌شده  در ۷ سپتامبر ۲۰۰۶ توسط Wayback Machine Bharat Rakshak.com. Retrieved: 20 August 2010.
74. ↑  "Bangladesh, The Liberation War." memory/loc.gov. Retrieved: 30 June 2011.
75. ↑  Singh 2004, p. 30.
76. ↑  Group Captain (R) Husseini & Pakistan Air Force. "Trauma & Reconstruction (1971–1980)". PAF over the Years. Directorate of Media Affairs, Pakistan Air Force. p. 69.
77. ↑  Amer Islam. "From the Chronicles of 1971". Hilal English.
78. ↑  Trade Register, archived from the original on 14 April 2010, retrieved 4 June 2012, (جستجوی آمریکا به ایران)
79. ↑  "PHASED OUT AIRCRAFT". Bangladesh Air Force. Archived from the original on 1 October 2020. Retrieved 25 September 2020.
80. ↑  "The history of the Bolivian Air Force begins with its creation as such on September 26, 1957, the year in which it became an independent structure of the Army". Fab.bo. Retrieved 2 March 2022.
81. ↑  "North American F-86 Sabre Registry - A Warbirds Resource Group Site". Warbirdregistry.org.
82. ↑  Schrøder 1991, p. 62.
83. ↑  Baugher, Joe.
84. ↑  Baugher, Joe.
85. ↑  "FAA Registry: F-86." بایگانی‌شده  در ۴ دسامبر ۲۰۱۵ توسط Wayback Machine FAA.
86. ↑  Wagner 1963, p. 145.
87. ↑  Baugher, Joe. "North American F-86F-40-NA." joebaugher.com. Retrieved: 28 September 2020.
88. ↑  Lednicer, David. "The Incomplete Guide to Airfoil Usage". m-selig.ae.illinois.edu. Retrieved 16 April 2019.
89. ↑  Futrell 2000, p. 639.